# Сухопутные войска Украины
Сухопутные войска Вооружённых сил Украины (укр. Сухопутні війська Збройних сил України) — вид вооружённых сил Украины.

## Задачи
Сухопутные войска Вооружённых сил Украины предназначены для:
- предотвращения, нейтрализации (ликвидации) потенциальных угроз национальным интересам Украины;
- усиление охраны государственной границы и наиболее опасных участков морского побережья на угрожающих направлениях;
- прикрытие участков государственной границы, прилегающих к району вооружённого конфликта;
- ведение разведки;
- осуществление оперативного развертывания войск;
- проведение демонстративных действий;
- проведение операции группировки ОСБР, оперативной группировки войск (сил);
- участие в противодесантных и специальных операциях;
- участие в противовоздушной обороне государства;
- ведение территориальной обороны в определённых зонах;
- участие в мероприятиях по ликвидации последствий чрезвычайных ситуаций природного и техногенного характера;
- участие в прикрытии определённых важных государственных объектов от возможных террористических атак с использованием летательных аппаратов и других средств воздушного нападения;
- обеспечение защиты объектов Сухопутных войск Вооружённых сил Украины от террористических посягательств;
- участие в проведении антитеррористических операций на военных объектах.

## История

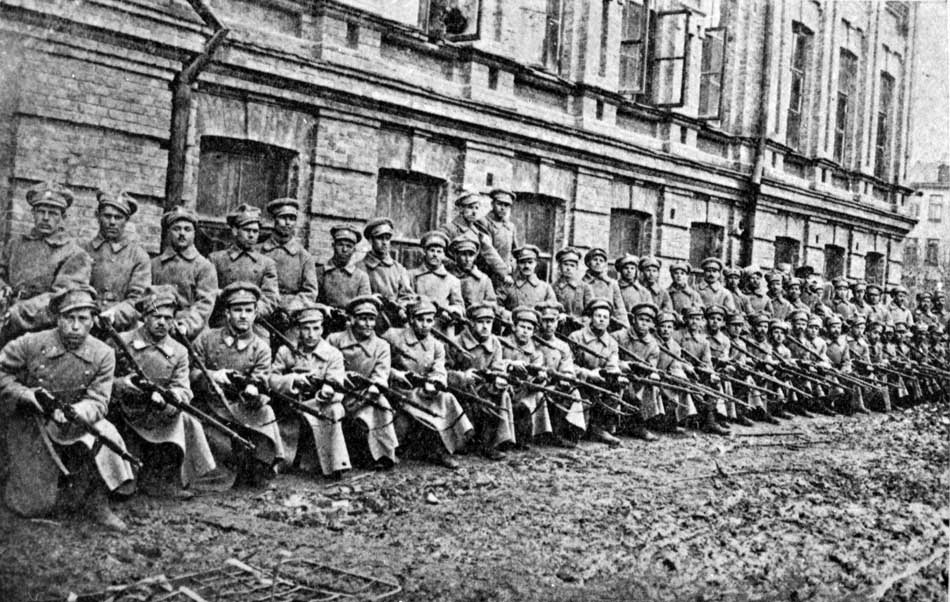
Сечевые стрельцы, 1918 год

Современные Сухопутные войска ведут свое начало от Армии Украинской Народной Республики и Украинской Галицкой Армии 1917—1922 годов. Участвовали в Революции и Гражданской войне на Украине, польско-украинской и советско-польской войнах.
6 декабря 1991 года Верховная Рада Украины приняла законы «Об обороне Украины» и «О Вооружённых силах Украины», в которых провозглашалось воссоздание вооружённых сил страны. В тот же день был утверждён текст военной присяги, которую составил первый Министр обороны Украины К. П. Морозов в зале Верховной Рады.
30 декабря 1991 года, во время первой встречи глав государств только что образованного СНГ, президент Украины Л. М. Кравчук заявил, что с 3 января 1992 года все войска, которые дислоцируются на территории Украины, будут приводиться к добровольной присяге на верность народу Украины.
Также на Украину были передислоцированы некоторые формирования ВС СССР, находившиеся на момент распада СССР на территории стран Организации Варшавского договора в составе ЗГВ, ЦГВ и ЮГВ:
- 7-я гвардейская танковая Киевско-Берлинская ордена Ленина дважды Краснознамённая, ордена Суворова дивизия;
- 13-я гвардейская танковая Полтавская ордена Ленина, дважды Краснознамённая, орденов Суворова и Кутузова дивизия;
- 20-я танковая Звенигородская Краснознамённая дивизия (фактически — только 76-й гвардейский танковый полк);
- 25-я танковая Краснознамённая дивизия;
- 32-я гвардейская танковая Полтавская Краснознамённая, орденов Суворова и Кутузова дивизия;
- 39-я гвардейская мотострелковая Барвенковская ордена Ленина, дважды Краснознамённая, орденов Суворова и Богдана Хмельницкого дивизия;
- 48-я мотострелковая Ропшинская ордена Октябрьской Революции, Краснознамённая дивизия имени М. И. Калинина;
- 93-я гвардейская мотострелковая Харьковская, дважды Краснознамённая, орденов Суворова и Кутузова дивизия;
- 207-я мотострелковая Померанская Краснознамённая, ордена Суворова дивизия (кроме 33-го и 41-го мсп);
- 254-я мотострелковая Черкасская ордена Ленина, Краснознамённая, орденов Суворова, Кутузова и Богдана Хмельницкого дивизия.

Таким образом, после распада СССР и после провозглашения независимости Украина получила одну из сильнейших армий в мире, численность которой насчитывала 780 000 человек, 6500 танков, 7000 боевых бронированных машин, 7200 артиллерийских систем, 900 вертолётов и 2500 единиц тактического ядерного оружия.
В момент образования вооружённых сил на Украине действовали три военных округа: Киевский, Одесский и Прикарпатский, с 1993 по 1997 — два: Одесский и Прикарпатский. Военный округ охватывал территорию нескольких областей и именовался по территориальному признаку. Был предназначен для выполнения оперативных, мобилизационных и военно-административных задач. Округ возглавлял командующий войсками, который подчинялся министру обороны Украины, а также командующему Сухопутными войсками. Назначался Президентом Украины по представлению Министра обороны. В пределах своих полномочий командующий войсками военного округа издавал приказы и директивы.

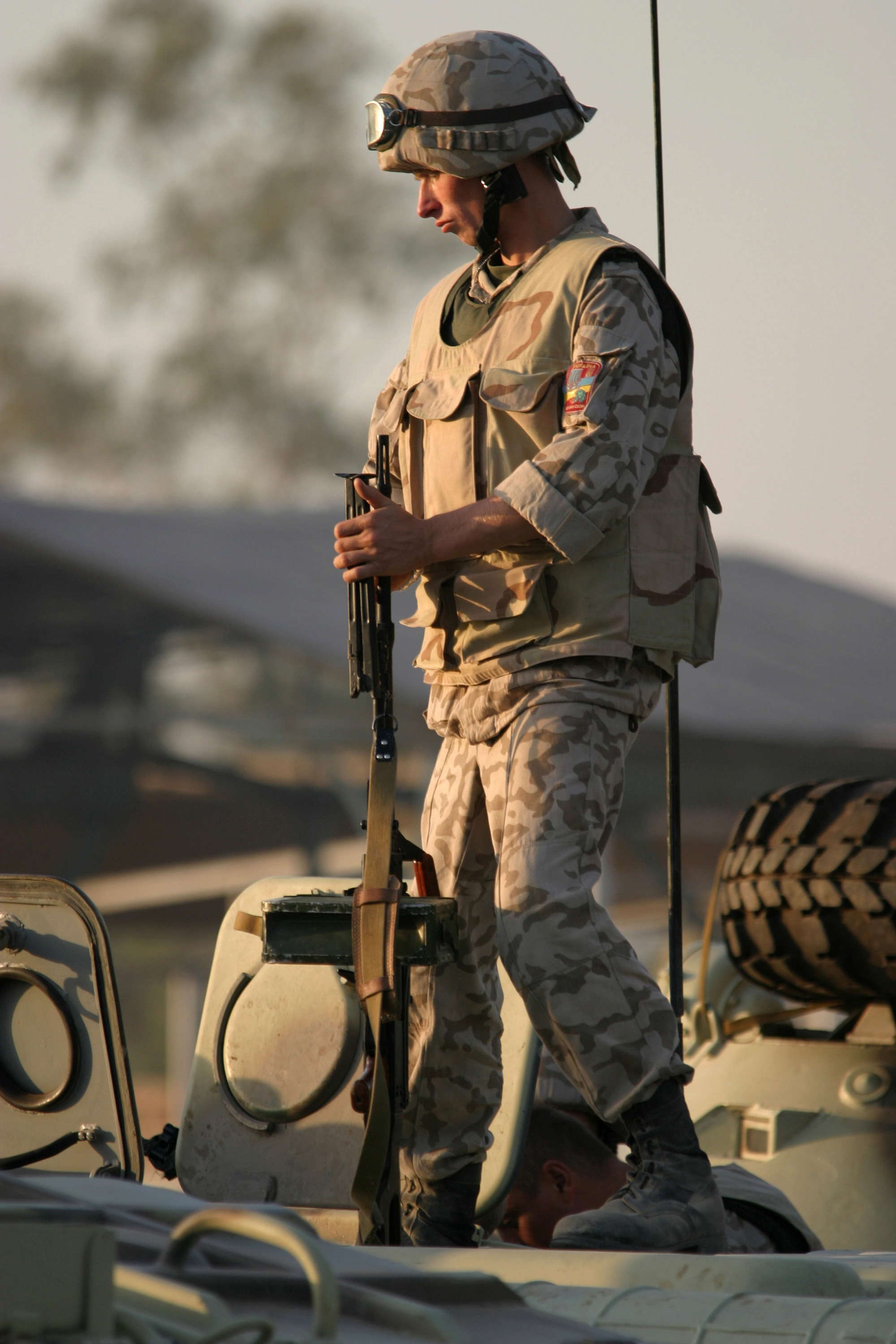
Украинский солдат в Ираке, 21 августа 2003 года

Указом Президента Украины № 368/96 от 23 мая 1996 года в составе Вооружённых сил Украины было создано Командование Сухопутных войск Украины, которому были подчинены органы управления и войска военных округов.
К 2005 году, согласно Государственной программе строительства Вооружённых сил Украины и иных воинских формирований, на базе бывших военных округов были созданы оперативные командования: «Запад», «Север» и «Юг».
В 2006 году общая численность Сухопутных войск Украины составляла 154 тыс. человек.
На 2013 год в состав Сухопутных войск Украины входили:
- три корпусных управления (6, 8, 13);
- 18 боевых бригад (2 танковые (1, 17), 8 механизированных (24, 28, 30, 51, 72, 92, 93, 128), 1 воздушно-десантная (25), 3 аэромобильные (79, 80[b], 95)[c], 1 ракетная (19) и 3 артиллерийские (11, 26, 55));
- 14 боевых полков (1 механизированный, 3 специального назначения (включая Президентский полк), 3 реактивных артиллерийских, 3 зенитных ракетных, 3 вертолётные и 1 полк РЭБ);
- 9 полков боевого обеспечения (4 инженерных, 4 связи, 1 РХБЗ);
- другие отдельные части и учреждения уровня полка и ниже, а также 169-й учебный центр «Десна».

В начале марта 2014 года Сухопутные войска насчитывали 41 тыс. военнослужащих. По другим данным — 64 750 военнослужащих. На вооружении СВ стояло 1110 танков, 139 боевых вертолёта, 1454 БМП и БРМ, 490 БТР, 1952 артиллерийских систем (гаубиц, пушек, миномётов и реактивных систем залпового огня) калибра 120 мм и более.
В 2019 году в Вооружённых силах, в составе Корпуса резерва, была создана 61-я отдельная пехотная бригада — первая бригада, специализированная на ведении боевых действий в лесистой и болотистой местности.

## Украина и ДОВСЕ

Украинские и канадские солдаты во время учений «Rapid Trident» 2014 года в Яворове

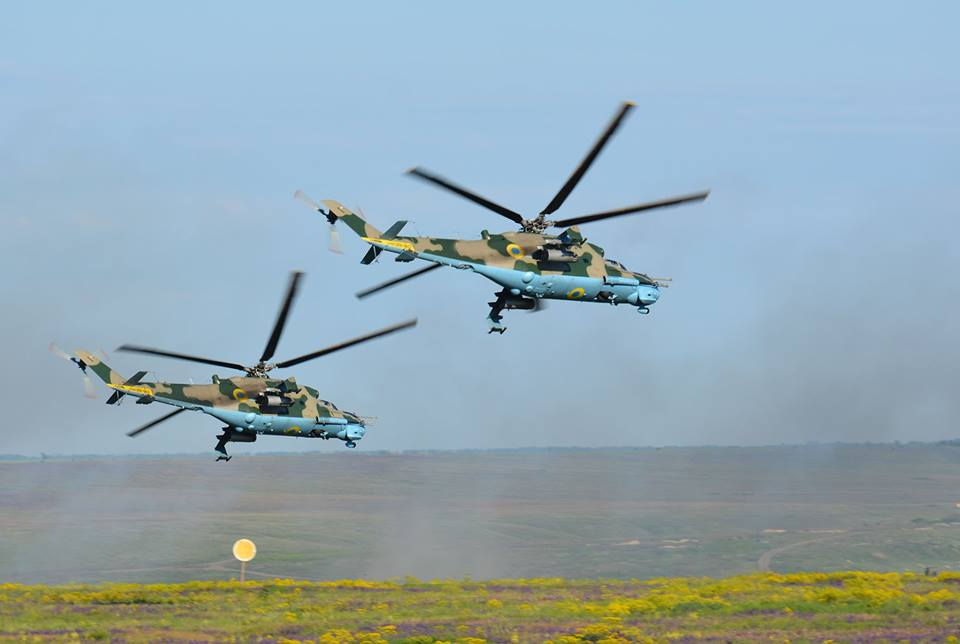
Ми-24 армейской авиации Украины

19 ноября 1990 года в Париже полномочными представителями 16 государств-участников НАТО (Бельгия, Великобритания, Германия, Греция, Дания, Исландия, Испания, Италия, Канада, Люксембург, Нидерланды, Норвегия, Португалия, США, Турция и Франция) и 6 государств-участников ОВД (Болгария, Венгрия, Польша, Румыния, СССР и Чехословакия) был подписан Договор об обычных вооружённых силах в Европе (ДОВСЕ), который вступил в силу 9 ноября 1992 года. Договор устанавливал равновесие обычных вооружённых сил государств-участников двух военно-политических союзов и ограничивал возможности размещения обычных вооружений вдоль линии соприкосновения между блоками и препятствуя, таким образом, созданию потенциала для внезапного нападения и ведения крупномасштабных наступательных действий в Европе.
15 мая 1992 года в Ташкенте было подписано «Соглашение о принципах и порядке выполнения Договора об обычных вооружённых силах в Европе», подписанное между Россией, Азербайджаном, Арменией, Белоруссией, Грузией, Казахстаном, Молдавией и Украиной, целью которого было распределение прав и обязательств бывшего СССР по ДОВСЕ между Россией и семью другими государствами — участниками Договора. Квота Украины составила 4080 танков, 5050 боевых бронированных машин (из которых не более 3095 БМП и 253 БМТВ), 4040 артиллерийских систем (пушки, гаубицы, миномёты, РСЗО) калибром 100-мм и более, 1090 боевых самолётов (не считая учебно-тренировочных Л-29 и Л-39) и 330 ударных вертолётов (Ми-24 и Ми-8). Из которых в регулярных частях может быть не более 3130 танков, 4350 ББМ и 3240 артиллерийских систем.
19 ноября 1999 года на Стамбульском саммите ОБСЕ, было подписано «Соглашение об адаптации „Договора об обычных вооружённых силах в Европе“», что было вызвано военным дисбалансом, возникшим из-за расширения НАТО за счёт бывших стран ОВД и постсоветских государств. Квоты стран бывшего СССР, а также Болгарии, Венгрии, Исландии, Канады, Люксембурга, Польши, Португалии и Румынии не изменились по сравнению с первоначальным вариантом договора. Документом вместо блоковой системы квот введены национальные и территориальные лимиты (последние предполагают размещение на территории государств боевой техники других стран, но не выше оговорённого уровня). Соглашение было подписано 30 государствами (страны НАТО, Ташкентского соглашения, а также Болгария, Румыния и Словакия). Ратифицировано оно было лишь Белоруссией, Казахстаном, Россией и Украиной и так и не вступило в силу, так как необходима его ратификация всеми государствами-участниками.
Для Украины остались в силе фланговые ограничения в Одесской области, где может быть размещено не более 400 танков, 400 ББМ и 350 единиц артиллерии. В «Соглашении об адаптации ДОВСЕ» предусмотрена возможность временного развёртывания вооружений сверх территориальных квот для предотвращения угрозы безопасности страны. Для Украины количество развёртываемых вооружений не должно превышать 459 танков, 723 ББМ и 420 артиллерийских систем. Во фланговой зоне, для Одесской области, количество временно развёртываемых вооружений не может превышать трети от вышеуказанного: 153 танка, 241 ББМ и 140 единиц артиллерии.

## Рода войск

### Механизированные, танковые и горные войска
Механизированные и танковые войска, составляющие основу Сухопутных войск, выполняют задачи по удержанию занятых районов, рубежей и позиций, отражению ударов противника, прорыву обороны противника, разгрому его войск, захвату важных районов, рубежей и объектов, действуют в составе морских и воздушных десантов. Горные войска обучены для ведения боевых действий в горной местности.
В состав механизированных и танковых войск входят механизированные и танковые полки и бригады. Горную пехоту составляют две горно-штурмовые бригады.
| Список механизированных, танковых, горных, егерских, пехотных, стрелковых бригад | Список механизированных, танковых, горных, егерских, пехотных, стрелковых бригад | Список механизированных, танковых, горных, егерских, пехотных, стрелковых бригад | Список механизированных, танковых, горных, егерских, пехотных, стрелковых бригад | Список механизированных, танковых, горных, егерских, пехотных, стрелковых бригад |
| Эмблема                                                                          | Название формирования                                                            | Номер в/ч                                                                        | Принадлежность                                                                   | Место дислокации                                                                 |
| -------------------------------------------------------------------------------- | -------------------------------------------------------------------------------- | -------------------------------------------------------------------------------- | -------------------------------------------------------------------------------- | -------------------------------------------------------------------------------- |
|                                                                                  | Отдельная президентская бригада                                                  | A0222                                                                            |                                                                                  | г. Киев                                                                          |
|                                                                                  | 1-я отдельная бригада специального назначения                                    | А4044                                                                            | ОК «Север»                                                                       | г. Житомир                                                                       |
|                                                                                  | 1-я отдельная тяжёлая механизированная бригада                                   | А1815                                                                            | ОК «Север»                                                                       | пгт. Гончаровское, Черниговская область                                          |
|                                                                                  | 3-я отдельная танковая бригада                                                   | А2573                                                                            | Корпус резерва                                                                   | с. Ярмолинцы, Хмельницкая область                                                |
|                                                                                  | 4-я отдельная танковая бригада                                                   | А7015                                                                            | Корпус резерва                                                                   | с. Гончаровское, Черниговская область                                            |
|                                                                                  | 3-я отдельная штурмовая бригада                                                  | А4027                                                                            | ОК «Север»                                                                       | г. Киев, Киевская область                                                        |
|                                                                                  | 5-я отдельная тяжёлая механизированная бригада                                   |                                                                                  | Корпус резерва                                                                   |                                                                                  |
|                                                                                  | 5-я отдельная штурмовая бригада                                                  | A4010                                                                            | ОК «Север»                                                                       |                                                                                  |
|                                                                                  | 10-я отдельная горно-штурмовая бригада                                           | А4267                                                                            | ОК «Запад»                                                                       | г. Коломыя, Ивано-Франковская область                                            |
|                                                                                  | 13-я отдельная егерская бригада                                                  |                                                                                  | Корпус резерва                                                                   |                                                                                  |
|                                                                                  | 14-я отдельная механизированная бригада                                          | А1008                                                                            | ОК «Запад»                                                                       | г. Владимир-Волынский, Волынская область                                         |
|                                                                                  | 17-я отдельная тяжелая механизированная бригада                                  | А3283                                                                            | ОК «Восток»                                                                      | г. Кривой Рог, Днепропетровская область                                          |
|                                                                                  | 21-я отдельная механизированная бригада                                          | А4689                                                                            | Корпус резерва                                                                   |                                                                                  |
|                                                                                  | 22-я отдельная механизированная бригада                                          | А4718                                                                            | ОК «Север»                                                                       | г. Черновцы, Черновицкая область                                                 |
|                                                                                  | 23-я отдельная механизированная бригада                                          | A4741                                                                            | Корпус резерва                                                                   |                                                                                  |
|                                                                                  | 24-я отдельная механизированная бригада                                          | А0998                                                                            | ОК «Запад»                                                                       | г. Яворов, Львовская область                                                     |
|                                                                                  | 28-я отдельная механизированная бригада                                          | А0666                                                                            | ОК «Юг»                                                                          | пгт. Черноморское, Лиманский район Одесская область                              |
|                                                                                  | 30-я отдельная механизированная бригада                                          | А0409                                                                            | ОК «Север»                                                                       | г. Новоград-Волынский, Житомирская область                                       |
|                                                                                  | 31-я отдельная механизированная бригада                                          | A4773                                                                            |                                                                                  |                                                                                  |
|                                                                                  | 32-я отдельная механизированная бригада                                          | А4784                                                                            | Корпус резерва                                                                   |                                                                                  |
|                                                                                  | 33-я отдельная механизированная бригада                                          | A4447                                                                            | Корпус резерва                                                                   |                                                                                  |
|                                                                                  | 41-я отдельная механизированная бригада                                          |                                                                                  | Корпус резерва                                                                   |                                                                                  |
|                                                                                  | 42-я отдельная механизированная бригада                                          | A4667                                                                            | ОК «Запад»                                                                       | г. Чортков, Тернопольская область                                                |
|                                                                                  | 43-я отдельная механизированная бригада                                          | А4698                                                                            | ОК «Восток»                                                                      | г. Днепр                                                                         |
|                                                                                  | 44-я отдельная механизированная бригада                                          | А4723                                                                            | ОК «Север»                                                                       | г. Нежин, Черниговская область                                                   |
|                                                                                  | 47-я отдельная механизированная бригада                                          | А4699                                                                            | Корпус резерва                                                                   |                                                                                  |
|                                                                                  | 53-я отдельная механизированная бригада                                          | А0536                                                                            | ОК «Восток»                                                                      | г. Северодонецк, г. Лисичанск, Луганская область                                 |
|                                                                                  | 54-я отдельная механизированная бригада                                          | А0693                                                                            | ОК «Восток»                                                                      | г. Бахмут, Донецкая область                                                      |
|                                                                                  | 56-я отдельная мотопехотная бригада                                              | А0989                                                                            | ОК «Юг»                                                                          | г. Мариуполь, Донецкая область                                                   |
|                                                                                  | 57-я отдельная мотопехотная бригада                                              | А1736                                                                            | ОК «Юг»                                                                          | г. Кропивницкий                                                                  |
|                                                                                  | 58-я отдельная мотопехотная бригада                                              | А1376                                                                            | ОК «Север»                                                                       | г. Конотоп, Сумская область                                                      |
|                                                                                  | 60-я отдельная механизированная бригада                                          | A1962                                                                            | ОК «Юг»                                                                          |                                                                                  |
|                                                                                  | 61-я отдельная механизированная бригада                                          | A3425                                                                            | ОК «Север»                                                                       | г. Чернигов                                                                      |
|                                                                                  | 62-я отдельная механизированная бригада                                          | А0600                                                                            | ОК «Север»                                                                       | г. Бердичев, Житомирская область                                                 |
|                                                                                  | 63-я отдельная механизированная бригада                                          | А3719                                                                            | ОК «Восток»                                                                      | г. Староконстантинов, Хмельницкая область                                        |
|                                                                                  | 65-я отдельная механизированная бригада                                          | А7013                                                                            | ОК «Запад»                                                                       | г. Старичи, Львовская область                                                    |
|                                                                                  | 66-я отдельная механизированная бригада                                          | А7014                                                                            |                                                                                  |                                                                                  |
|                                                                                  | 67-я отдельная механизированная бригада                                          | A4123                                                                            |                                                                                  |                                                                                  |
|                                                                                  | 68-я отдельная егерская бригада                                                  | А4056                                                                            | ОК «Запад»                                                                       |                                                                                  |
|                                                                                  | 72-я отдельная механизированная бригада                                          | А2167                                                                            | ОК «Север»                                                                       | г. Белая Церковь, Киевская область                                               |
|                                                                                  | 88-я отдельная механизированная бригада                                          |                                                                                  | Корпус резерва                                                                   |                                                                                  |
|                                                                                  | 92-я отдельная штурмовая бригада                                                 | А0501                                                                            | ОК «Восток»                                                                      | с. Клугино-Башкировка, Чугуевский район, Харьковская область                     |
|                                                                                  | 93-я отдельная механизированная бригада                                          | А1302                                                                            | ОК «Восток»                                                                      | пгт. Черкасское, Новомосковский район, Днепропетровская область                  |
|                                                                                  | 100-я отдельная механизированная бригада                                         |                                                                                  |                                                                                  |                                                                                  |
|                                                                                  | 110-я отдельная механизированная бригада                                         |                                                                                  |                                                                                  |                                                                                  |
|                                                                                  | 115-я отдельная механизированная бригада                                         | А4053                                                                            | Корпус резерва                                                                   | с. Благодатное, Черкасская область                                               |
|                                                                                  | 116-я отдельная механизированная бригада                                         | А4722                                                                            |                                                                                  |                                                                                  |
|                                                                                  | 117-я отдельная тяжёлая механизированная бригада                                 |                                                                                  |                                                                                  |                                                                                  |
|                                                                                  | 118-я отдельная механизированная бригада                                         |                                                                                  |                                                                                  |                                                                                  |
|                                                                                  | 128-я отдельная горно-штурмовая бригада                                          | А1556                                                                            | ОК «Запад»                                                                       | г. Мукачево, Закарпатская область                                                |
|                                                                                  | 141-я отдельная механизированная бригада                                         | А4808                                                                            | ОК «Запад»                                                                       |                                                                                  |
|                                                                                  | 142-я отдельная механизированная бригада                                         | А4820                                                                            | ОК «Восток»                                                                      |                                                                                  |
|                                                                                  | 143-я отдельная механизированная бригада                                         | А4844                                                                            | ОК «Север»                                                                       |                                                                                  |
|                                                                                  | 144-я отдельная механизированная бригада                                         | А4828                                                                            | ОК «Юг»                                                                          |                                                                                  |
|                                                                                  | 151-я отдельная механизированная бригада                                         |                                                                                  |                                                                                  |                                                                                  |
|                                                                                  | 152-я отдельная егерская бригада                                                 |                                                                                  |                                                                                  |                                                                                  |
|                                                                                  | 153-я отдельная механизированная бригада                                         |                                                                                  |                                                                                  |                                                                                  |
|                                                                                  | 154-я отдельная механизированная бригада                                         |                                                                                  |                                                                                  |                                                                                  |
|                                                                                  | 155-я отдельная механизированная бригада                                         |                                                                                  |                                                                                  |                                                                                  |
|                                                                                  | 156-я отдельная механизированная бригада                                         |                                                                                  |                                                                                  |                                                                                  |
|                                                                                  | 157-я отдельная механизированная бригада                                         |                                                                                  |                                                                                  |                                                                                  |
|                                                                                  | 158-я отдельная механизированная бригада                                         |                                                                                  |                                                                                  |                                                                                  |
|                                                                                  | 159-я отдельная механизированная бригада                                         |                                                                                  |                                                                                  |                                                                                  |
|                                                                                  | 160-я отдельная механизированная бригада                                         |                                                                                  |                                                                                  |                                                                                  |
|                                                                                  | 161-я отдельная механизированная бригада                                         |                                                                                  |                                                                                  |                                                                                  |
|                                                                                  | 162-я отдельная механизированная бригада                                         |                                                                                  |                                                                                  |                                                                                  |
|                                                                                  | 169-й учебный центр сухопутных войск                                             | А0665                                                                            |                                                                                  | пгт. Десна, Черниговская область                                                 |

### Ракетные войска и артиллерия
Ракетные войска и артиллерия Сухопутных войск состоят из соединений оперативно-тактических и тактических ракет, соединений и частей гаубичной, пушечной, реактивной и противотанковой артиллерии, артиллерийской разведки, миномётных подразделений и подразделений противотанковых управляемых ракет. Они предназначены для поражения живой силы, танков, артиллерии, противотанковых средств противника, авиации, объектов ПВО и других важных объектов при ведении общевойсковой операции (боя).
| Состав ракетных войск и артиллерии | Состав ракетных войск и артиллерии               | Состав ракетных войск и артиллерии | Состав ракетных войск и артиллерии | Состав ракетных войск и артиллерии |
| Эмблема                            | Название формирования                            | Номер в/ч                          | Принадлежность                     | Место дислокации                   |
| ---------------------------------- | ------------------------------------------------ | ---------------------------------- | ---------------------------------- | ---------------------------------- |
|                                    | 15-я отдельная бригада артиллерийской разведки   | А1108                              | Центральное подчинение ГШ ВСУ      | Дрогобыч                           |
|                                    | 19-я отдельная ракетная бригада                  | А4239                              | Центральное подчинение ГШ ВСУ      | Хмельницкий                        |
|                                    | 26-я отдельная артиллерийская бригада            | А3091                              | ОК «Север»                         | Бердичев                           |
|                                    | 27-я отдельная реактивная артиллерийская бригада | А1476                              | Центральное подчинение ГШ ВСУ      | Сумы                               |
|                                    | 40-я отдельная артиллерийская бригада            | А2227                              | ОК «Юг»                            | Первомайск                         |
|                                    | 43-я отдельная артиллерийская бригада            | А3085                              | Центральное подчинение ГШ ВСУ      | Девички                            |
|                                    | 44-я отдельная артиллерийская бригада            | А3215                              | ОК «Запад»                         | Тернополь                          |
|                                    | 45-я отдельная артиллерийская бригада            | А2943                              | Корпус резерва                     | Яворов                             |
|                                    | 47-я отдельная артиллерийская бригада            | A7113                              | ОК «Восток»                        |                                    |
|                                    | 55-я отдельная артиллерийская бригада            | А1978                              | ОК «Восток»                        | Запорожье                          |
|                                    | 60-я отдельная артиллерийская бригада            |                                    | ОК «Юг»                            |                                    |
|                                    | 68-я отдельная артиллерийская бригада            |                                    |                                    |                                    |
|                                    | 107-я реактивная артиллерийская бригада          | А1546                              | Центральное подчинение ГШ ВСУ      | Кременчуг                          |
|                                    | 6-й учебный артиллерийский полк                  | А0473                              | 169-й учебный центр                | Девички                            |

Вооружение
На вооружении соединений, частей и подразделений РВиА находятся:
- ракетные комплексы оперативно-тактических, тактических ракет;
- реактивные системы залпового огня типа «Смерч», «Ураган», «Град»;
- самоходные пушки «Гиацинт», «Пион», «Акация», «Гвоздика»;
- противотанковые средства «Штурм», «Конкурс», «Рапира».

### Армейская авиация
Армейская авиация является наиболее манёвренным родом Сухопутных войск, предназначенным для выполнения заданий в разнообразных условиях общевойскового боя.
Части и подразделения армейской авиации ведут разведку, уничтожают боевую технику и живую силу противника, осуществляют огневую поддержку во время наступления или контратаки, высаживают тактические десанты, доставляют в указанные районы боевую технику и личный состав, выполняют другие важные задачи.
| Список бригад армейской авиации | Список бригад армейской авиации          | Список бригад армейской авиации | Список бригад армейской авиации | Список бригад армейской авиации  |
| Эмблема                         | Название формирования                    | Номер в/ч                       | Принадлежность                  | Место дислокации                 |
| ------------------------------- | ---------------------------------------- | ------------------------------- | ------------------------------- | -------------------------------- |
|                                 | 11-я отдельная бригада армейской авиации | А1604                           | Командование сухопутных войск   | с. Чернобаевка, Херсонской обл.  |
|                                 | 12-я отдельная бригада армейской авиации | А3913                           | Командование сухопутных войск   | г. Новый Калинов, Львовской обл. |
|                                 | 16-я отдельная бригада армейской авиации | А2595                           | Командование сухопутных войск   | г. Броды, Львовской обл.         |
|                                 | 18-я отдельная бригада армейской авиации | А3384                           | Командование сухопутных войск   | г. Полтава                       |

Соединения и части армейской авиации Сухопутных войск имеют на вооружении вертолёты типов: Ми-2, Ми-8, Ми-9, Ми-24, Ми-26 и их модификации.

### Войска ПВО
Войска противовоздушной обороны Сухопутных войск предназначены для прикрытия войск от ударов противника с воздуха во всех видах боевых действий, при перегруппировке и расположении их на месте.
На вооружении войск ПВО находятся эффективные зенитные ракетные и зенитные артиллерийские системы и комплексы, характеризующиеся высокой скорострельностью, живучестью, манёвренностью, способностью действовать в любых условиях современного общевойскового боя.
В состав войск ПВО СВ входят:
| Состав войск ПВО | Состав войск ПВО                            | Состав войск ПВО | Состав войск ПВО    | Состав войск ПВО                          |
| Эмблема          | Название формирования                       | Номер в/ч        | Принадлежность      | Место дислокации                          |
| ---------------- | ------------------------------------------- | ---------------- | ------------------- | ----------------------------------------- |
|                  | 38-й зенитный ракетный полк                 | А3880            | ОК «Юг»             | г. Новая Одесса, Николаевская область     |
|                  | 39-й зенитный ракетный полк                 | А2892            | ОК «Запад»          | г. Владимир-Волынский, Волынская область  |
|                  | 1039-й зенитный ракетный полк               | А1964            | ОК «Восток»         | пгт Гвардейское, Днепропетровская область |
|                  | 1121-й учебный зенитный ракетный полк       | А0665            | 169-й учебный центр | пгт Десна, Черниговская область           |
|                  | 1129-й зенитный ракетный полк               | А1232            | ОК «Север»          | г. Белая Церковь, Киевская область        |
| —                | полки, батальоны ПВО при отдельных бригадах | —                | —                   | —                                         |

### Войска связи
Специальные войска, предназначенные для обеспечения связи и управления войсками. Войска связи входят в состав всех родов войск. Войска связи состоят из частей, узлов связи, а также подразделений снабжения, ремонта и других учреждений связи.
| Состав войск связи | Состав войск связи         | Состав войск связи | Состав войск связи | Состав войск связи                        |
| Эмблема            | Название формирования      | Номер в/ч          | Принадлежность     | Место дислокации                          |
| ------------------ | -------------------------- | ------------------ | ------------------ | ----------------------------------------- |
|                    | 5-й отдельный полк связи   | А2995              | ОК «Север»         | г. Чернигов                               |
|                    | 7-й отдельный полк связи   | А3783              | ОК «Юг»            | г. Одесса                                 |
|                    | 8-й отдельный полк связи   | А0707              |                    | г. Гайсин, Винницкая область              |
|                    | 55-й отдельный полк связи  | А1671              | ОК «Запад»         | г. Ровно                                  |
|                    | 121-й отдельный полк связи | А1214              | ОК «Восток»        | пгт. Черкасское, Днепропетровская область |

### Войска радиационной, химической и биологической защиты
Род специальных войск Сухопутных войск, предназначенный для обеспечения радиационной, химической и биологической защиты, а также аэрозольной маскировки боевых действий вооружённых сил.
| Состав войск РХБЗ | Состав войск РХБЗ                                                    | Состав войск РХБЗ | Состав войск РХБЗ | Состав войск РХБЗ           |
| Эмблема           | Название формирования                                                | Номер в/ч         | Принадлежность    | Место дислокации            |
| ----------------- | -------------------------------------------------------------------- | ----------------- | ----------------- | --------------------------- |
|                   | 704-й отдельный полк радиационной, химической и биологической защиты | А0807             |                   | г. Самбор Львовская область |

### Войска радиоэлектронной борьбы
Специальные войска, предназначенные для обеспечения мероприятий по завоеванию господства в эфире, защите своих стратегических систем управления войсками и оружием от преднамеренных помех противника, а также нарушения работы стратегических систем управления войсками противника, снижения эффективности применения его боевых средств путем распространения радиоэлектронных помех.
| Состав войск радиоэлектронной борьбы | Состав войск радиоэлектронной борьбы         | Состав войск радиоэлектронной борьбы | Состав войск радиоэлектронной борьбы | Состав войск радиоэлектронной борьбы |
| Эмблема                              | Название формирования                        | Номер в/ч                            | Принадлежность                       | Место дислокации                     |
| ------------------------------------ | -------------------------------------------- | ------------------------------------ | ------------------------------------ | ------------------------------------ |
|                                      | 249-й отдельный полк радиоэлектронной борьбы |                                      |                                      | Бровары                              |

### Инженерные войска
Специальные войска, предназначенные для инженерного обеспечения боевых действий соединений и частей родов войск. Инженерные войска состоят из частей и подразделений различного назначения: инженерно-сапёрных (сапёрных), инженерно-дорожных, понтонно-мостовых, переправно-десантных (амфибийных), инженерно-мостостроительных (мостовых), инженерно-позиционных, добывания воды (полевого водоснабжения), инженерно-строительных и др. специальностей. Оснащены разнообразной инженерной техникой для рытья траншей и окопов (укрытий), строительства (восстановления) дорог и мостов, заготовки леса и конструкций; имеют переправочные, маскировочные, электротехнические, грузоподъёмные средства, а также средства разведки, добычи и очистки воды, минирования, разминирования и прочее. По организационной принадлежности подразделения и части инженерных войск входят в состав соединений и частей родов войск и видов вооружённых сил.
| Состав инженерных войск | Состав инженерных войск                      | Состав инженерных войск | Состав инженерных войск                            | Состав инженерных войск                    |
| Эмблема                 | Название формирования                        | Номер в/ч               | Принадлежность                                     | Место дислокации                           |
| ----------------------- | -------------------------------------------- | ----------------------- | -------------------------------------------------- | ------------------------------------------ |
|                         | 47-я отдельная инженерная бригада            | А2755                   | Командование сил поддержки Вооружённых сил Украины | г. Дубно, Ровенская область                |
|                         | 48-я инженерная бригада                      | А2738                   | Командование сил поддержки Вооружённых сил Украины | г. Каменец-Подольский, Хмельницкая область |
|                         | 211-я понтонно-мостовая бригада              |                         | Командование сил поддержки Вооружённых сил Украины | г. н/д, Тернопольская область              |
|                         | 703-я отдельная бригада поддержки            | А3817                   | ОК «Запад»                                         | г. Самбор, Львовская область               |
|                         | 808-я отдельная бригада поддержки            | А3935                   | Командование сил поддержки Вооружённых сил Украины | г. Белгород-Днестровский, Одесская область |
|                         | 12-й отдельный полк оперативного обеспечения | А3814                   | ОК «Север»                                         | г. Новоград-Волынский, Житомирская область |
|                         | 16-й отдельный полк оперативного обеспечения | А2558                   | ОК «Юг»                                            | г. Одесса                                  |
|                         | 91-й отдельный полк оперативного обеспечения | А0563                   | ОК «Восток»                                        | г. Ахтырка, Сумская область                |

## Организационная структура

Оперативные командования СВ Украины:
Оперативное командование «Запад»
Оперативное командование «Север»
Оперативное командование «Восток»
Оперативное командование «Юг»
Отдельный военно-сухопутный район (Крым)

Сухопутные войска являются самым многочисленным видом вооружённых сил Украины. На начало 2022 года в их состав входили четыре оперативных командования, 5 разведывательных батальонов, 4 танковые, 9 механизированных, 2 горно-штурмовые, 4 мотопехотные бригады, 1 лёгкая пехотная бригада. В состав боевого обеспечения входили развёрнутыми 5 артиллерийских бригад, 1 реактивная артиллерийская бригада, 4 зенитных ракетных полка (ЗРК «Оса»), 2 реактивных артиллерийских полка (РСЗО 9К57 «Ураган»), 1 ракетная бригада (ТРК 9К79 «Точка-У»), 1 инженерный полк, 1 полк РЭБ, 1 батальон РЭБ, 1 полк РХБЗ, 4 полка связи. В состав тылового обеспечения входили 3 ремонтно-восстановительных полка, 1 отдельная ремонтная рота. Авиация СВ состояла из 4 бригад армейской авиации (вертолёты Ми-24 и Ми-8). В резерве находились 2 танковые, 2 механизированные, 2 артиллерийские бригады, 23 бригады территориальной обороны.
Общая численность Сухопутных войск по состоянию на начало 2022 года составляла 125 600 человек личного состава, 858 танков, 1212 боевых машин пехоты, 1122 артиллерийские системы (буксируемых и самоходных пушек/гаубиц) калибра 122 и 152 мм, 354 РСЗО калибра 122, 220 и 300 мм.

### Части непосредственного подчинения
| Шеврон | Название формирования | Место дислокации |
| ------ | --- | ---------------- |
| Фото   | 1004-й отдельный батальон охраны и обслуживания Командования Сухопутных войск Вооруженных Сил Украины (укр. 1004-й окремий батальйон охорони та обслуговування Командування Сухопутних військ Збройних Сил України) | г. Киев          |
|        | 3-й отдельный полк специального назначения (укр. 3-й окремий полк спеціального призначення) | г. Кропивницкий  |
|        | 8-й отдельный полк специального назначения (укр. 8-й окремий полк спеціального призначення) | г. Хмельницкий   |
|        | 169-й учебный центр сухопутных войск (укр. 169-й Учбовий Центр сухопутних військ) | пгт. Десна       |
|        | 19-я ракетная бригада (укр. 19-а ракетна бригада) | г. Хмельницкий   |
|        | Военно-музыкальный центр Сухопутных войск Вооруженных Сил Украины (укр. Військово-музичний центр Сухопутних військ Збройних Сил України)                                                                            | г. Чернигов      |

### Оперативные командования
| - Оперативное командование «Запад» - Оперативное командование «Восток» | - Оперативное командование «Север» - Оперативное командование «Юг» |

Оперативные командования Сухопутных войск ВСУ на 2017 год
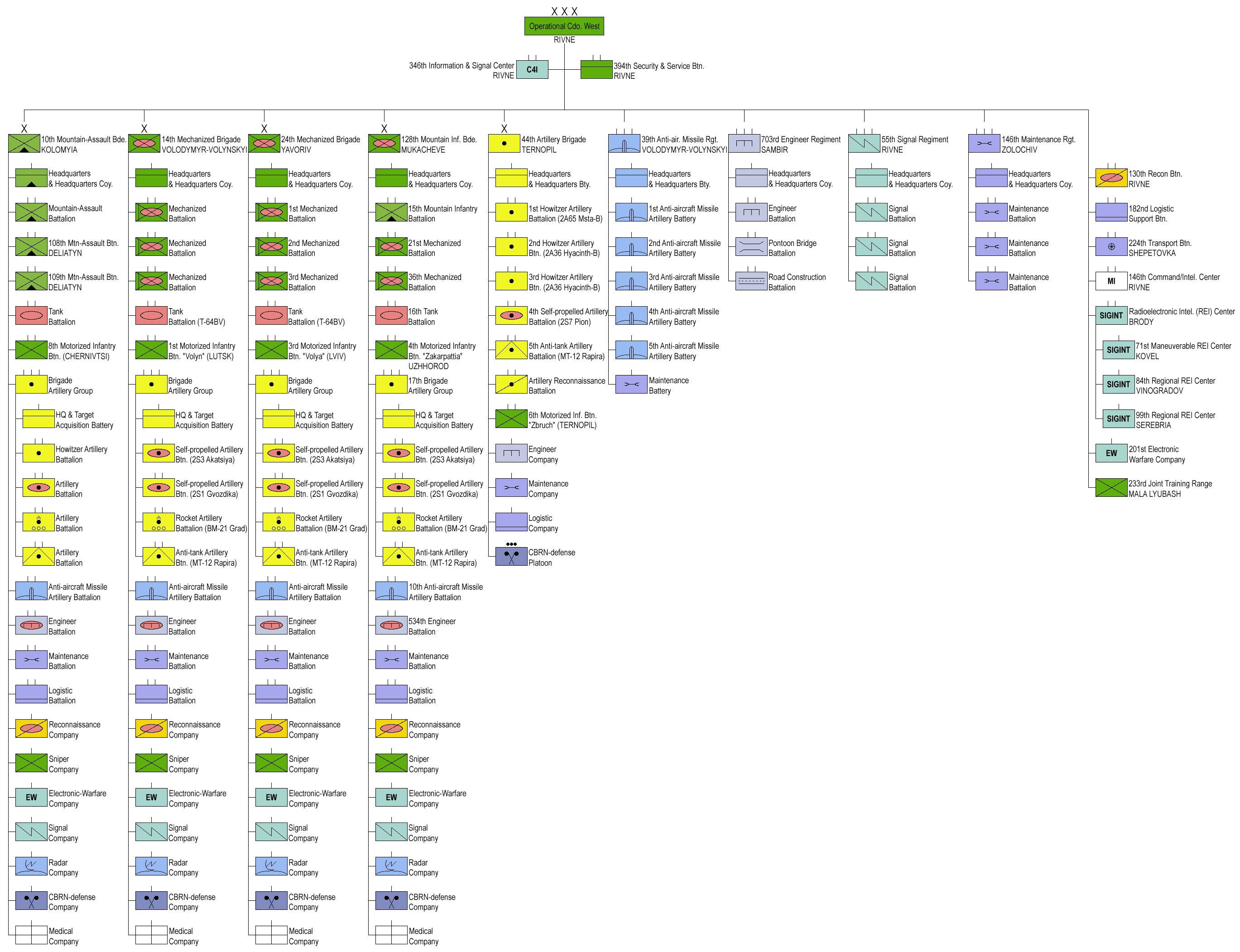
«Запад»
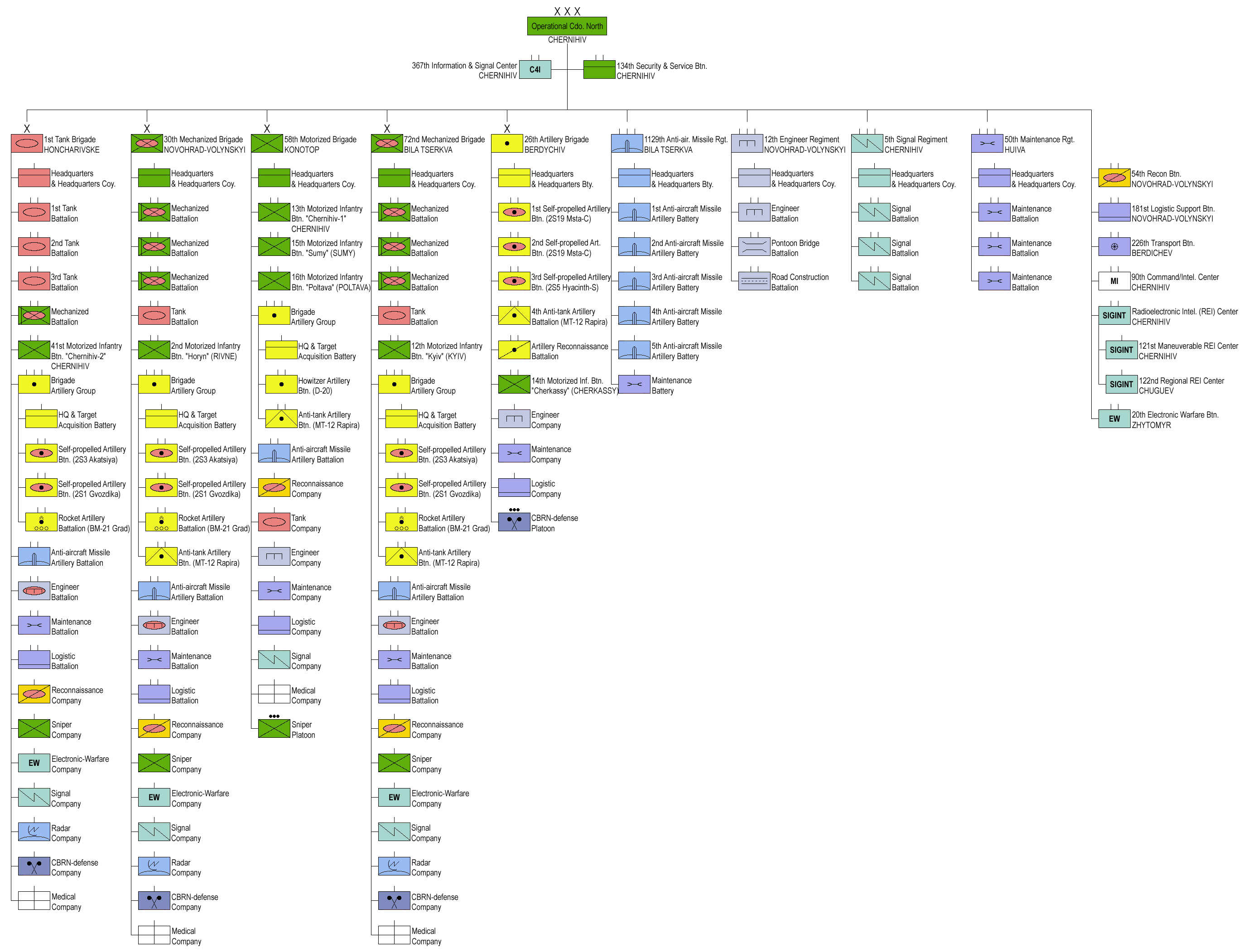
«Север»
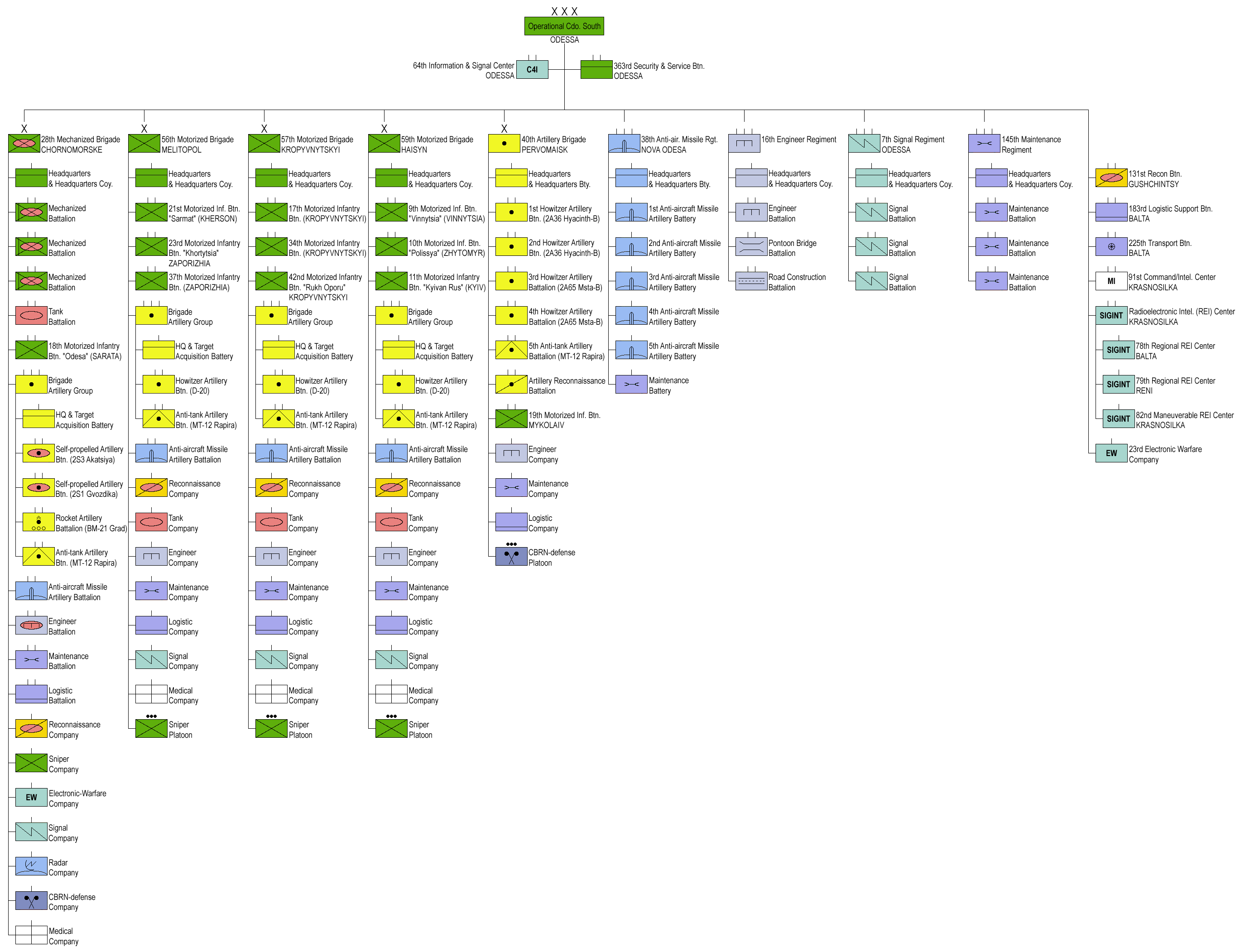
«Юг»
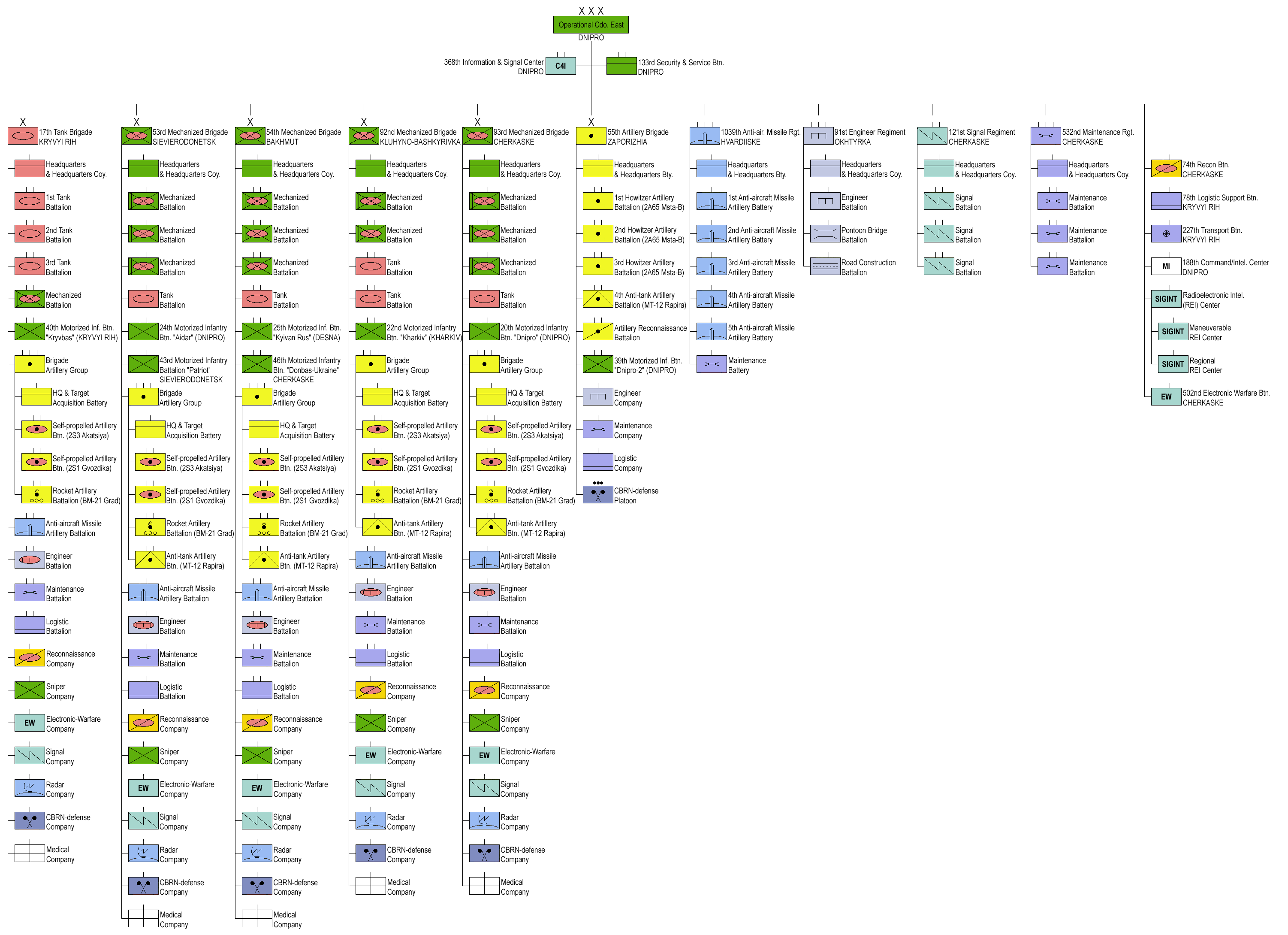
«Восток»

### Армейские корпуса
| Список армейских корпусов | Список армейских корпусов | Список армейских корпусов | Список армейских корпусов | Список армейских корпусов |
| Эмблема                   | Название                  | Номер в/ч                 | Дислокация штаба          |                           |
| ------------------------- | ------------------------- | ------------------------- | ------------------------- | ------------------------- |
|                           | 3-й армейский корпус      |                           |                           |                           |
|                           | 9-й армейский корпус      | A4655                     |                           |                           |
|                           | 10-й армейский корпус     | A4767                     |                           |                           |
|                           | 11-й армейский корпус     | A3369                     |                           |                           |
|                           | 12-й армейский корпус     | A5030                     |                           |                           |
|                           | 14-й армейский корпус     |                           |                           |                           |
|                           | 15-й армейский корпус     |                           |                           |                           |
|                           | 16-й армейский корпус     |                           |                           |                           |
|                           | 17-й армейский корпус     |                           |                           |                           |
|                           | 18-й армейский корпус     |                           |                           |                           |
|                           | 19-й армейский корпус     |                           |                           |                           |
|                           | 20-й армейский корпус     |                           |                           |                           |
|                           | 21-й армейский корпус     |                           |                           |                           |

### Учебные заведения
- Академия сухопутных войск имени гетмана Петра Сагайдачного (укр.  Академія сухопутних військ імені гетьмана Петра Сагайдачного)
- Военная академия (укр. Військова академія)
- Национальный университет обороны Украины имени Ивана Черняховского (укр. Національний університет оборони України імені Івана Черняховського)[19]

## Боеготовность
По состоянию на 2011 год, при президентстве Виктора Януковича, украинская армия, из-за недостаточного финансирования, сократилась в несколько раз, произошёл отток профессиональных кадров и утрата авторитета в украинском обществе. Техническое состояние, боевую выучку и морально-боевой дух в украинской армии эксперты оценивали как недостаточные для адекватного реагирования на современные вызовы и угрозы.
- в 2011 году глава комитета Верховной Рады по вопросам нацбезопасности и обороны А. С. Гриценко сообщил, что «В ВСУ сегодня нет ни одного боеспособного батальона, ни одной боеспособной эскадрильи, в армии ныне 22 тыс. вакантных должностей, на которые никто не желает идти. Офицеров нижнего и среднего звена не хватает»[20].
- по мнению Анатолия Кинаха, члена комитета Верховной Рады по вопросам нацбезопасности и обороны, «Военные задачи, поставленные командованием ВСУ на этот [2011] год, не соответствуют реальному положению вещей. В оборонном бюджете 2011 года 90-92 % средств предназначены для обеспечения текущих потребностей армии и лишь 6-8 % — для её развития»[20].

В связи с Вооружённым конфликтом на востоке Украины в марте 2014 года начался ремонт и подготовка к эксплуатации техники и вооружения со складов длительного хранения:
- как сообщил начальник вооружения Вооружённых сил Украины, полковник С. Корнийчук, для ремонта и восстановления техники были сформированы шесть сводных ремонтно-эвакуационных групп. Он также сообщил, что в Львовской области уже освоен капитальный ремонт двигателей и агрегатов автомашин КамАЗ и бронетранспортёров БТР-80[24]
- к 13 июня 2014 года было отремонтировано свыше 30 единиц артиллерийского вооружения[25] и свыше 700 единиц техники[26] (в том числе, один зенитно-ракетный комплекс С-300ПС[27], один зенитно-ракетный комплекс «Бук-М1»[28], не менее трёх бронетранспортёров[29][30] и свыше 50 автомашин на базе Урал-4320[31].
- к 11 сентября 2014 года было отремонтировано 12 тысяч единиц техники[32]

21 сентября 2014 года президент Украины Пётр Порошенко заявил, что 20 % техники вооружённых сил Украины, принимавшей участие в Вооружённом конфликте на востоке Украины, было уничтожено.

## Вооружение и военная техника
Украинские силы оснащены в основном системами вооружений российского и советского происхождения, но после российского вторжения растёт количество техники западного производства. В 2022 году Украина получила значительное количество оружия, включая как советские образцы так и более современные западные системы, из европейских стран и США. Украина имеет развитую оборонную промышленность, способную создавать, обслуживать и модернизировать различные системы вооружений российского и советского производства.

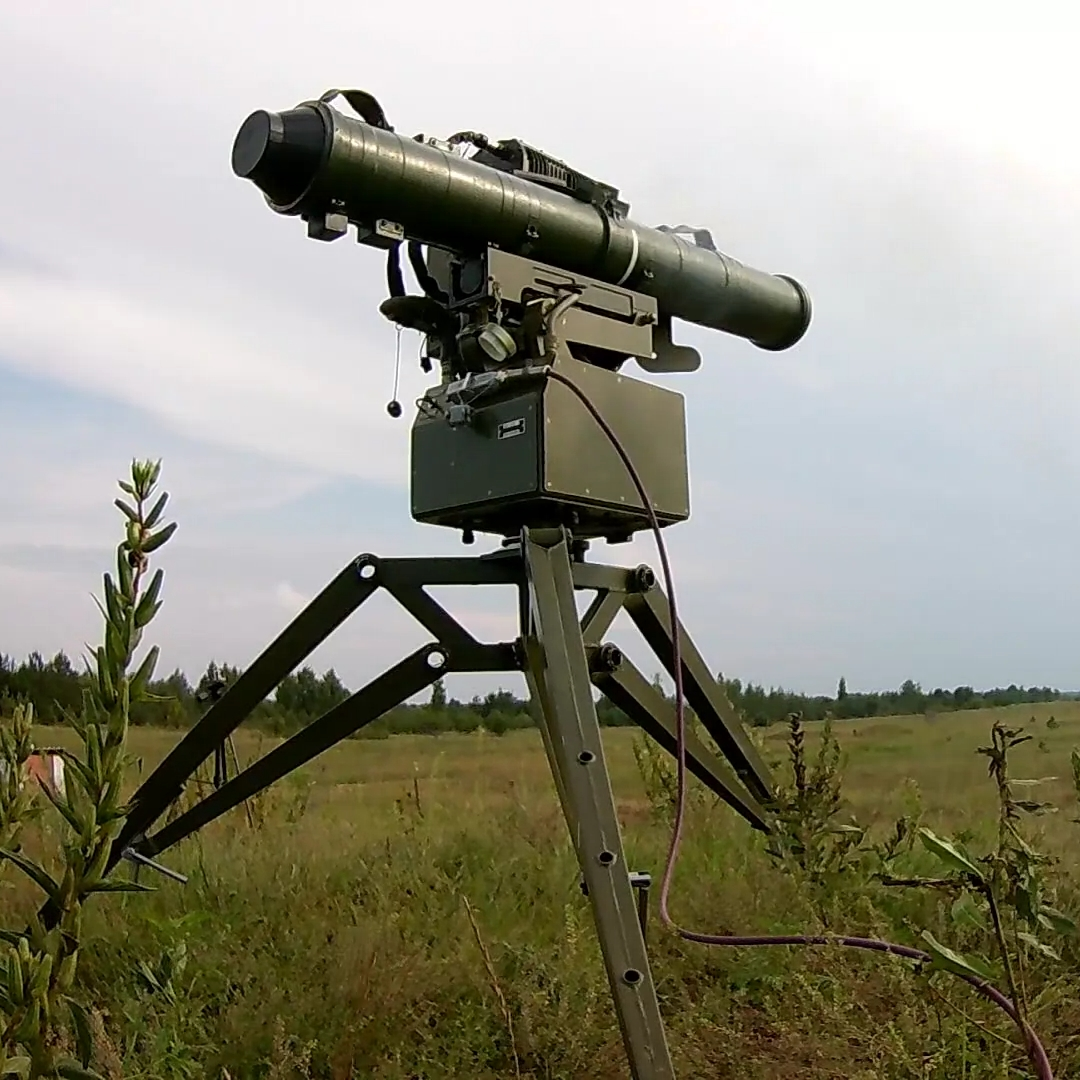
Стугна-П
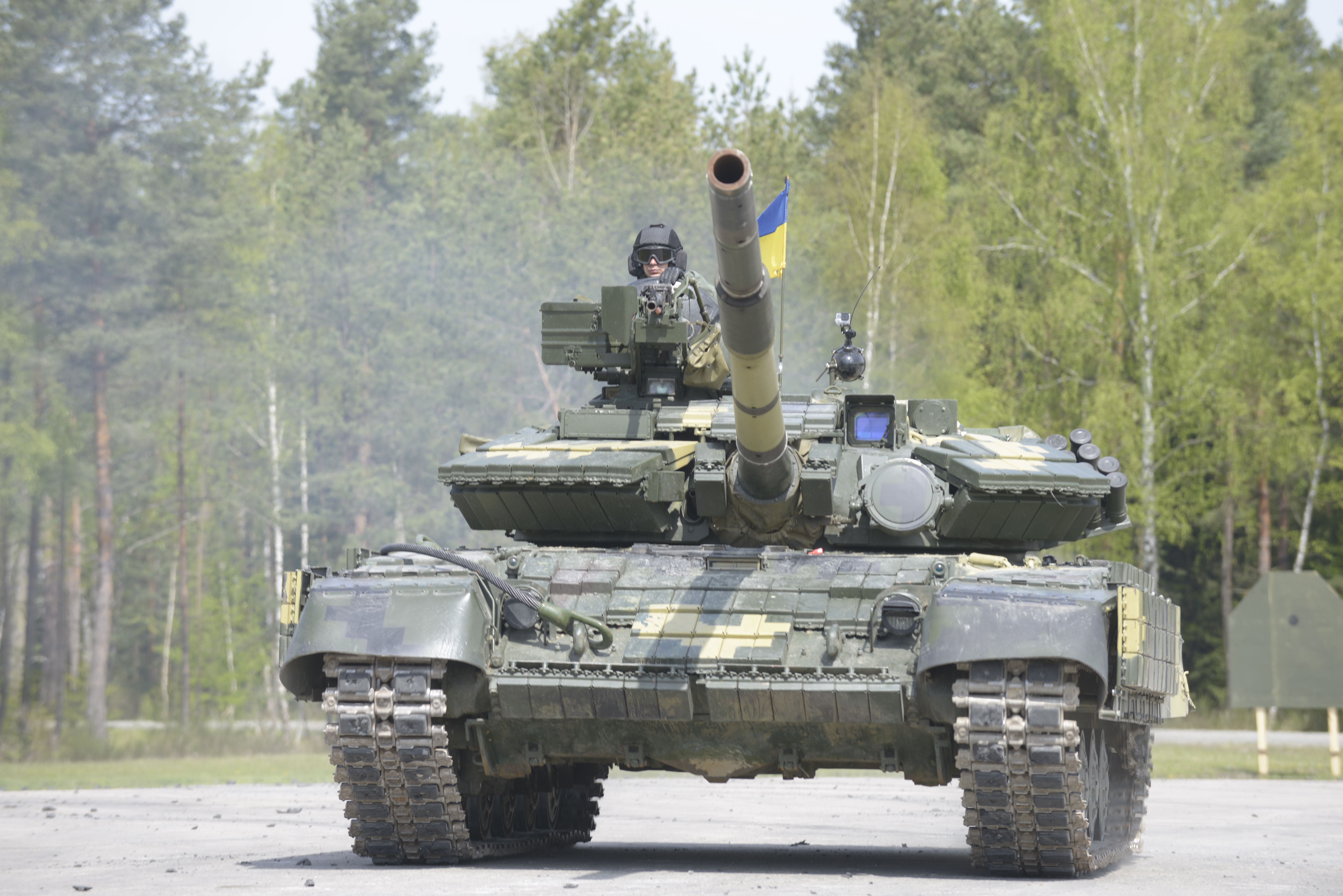
Т-64
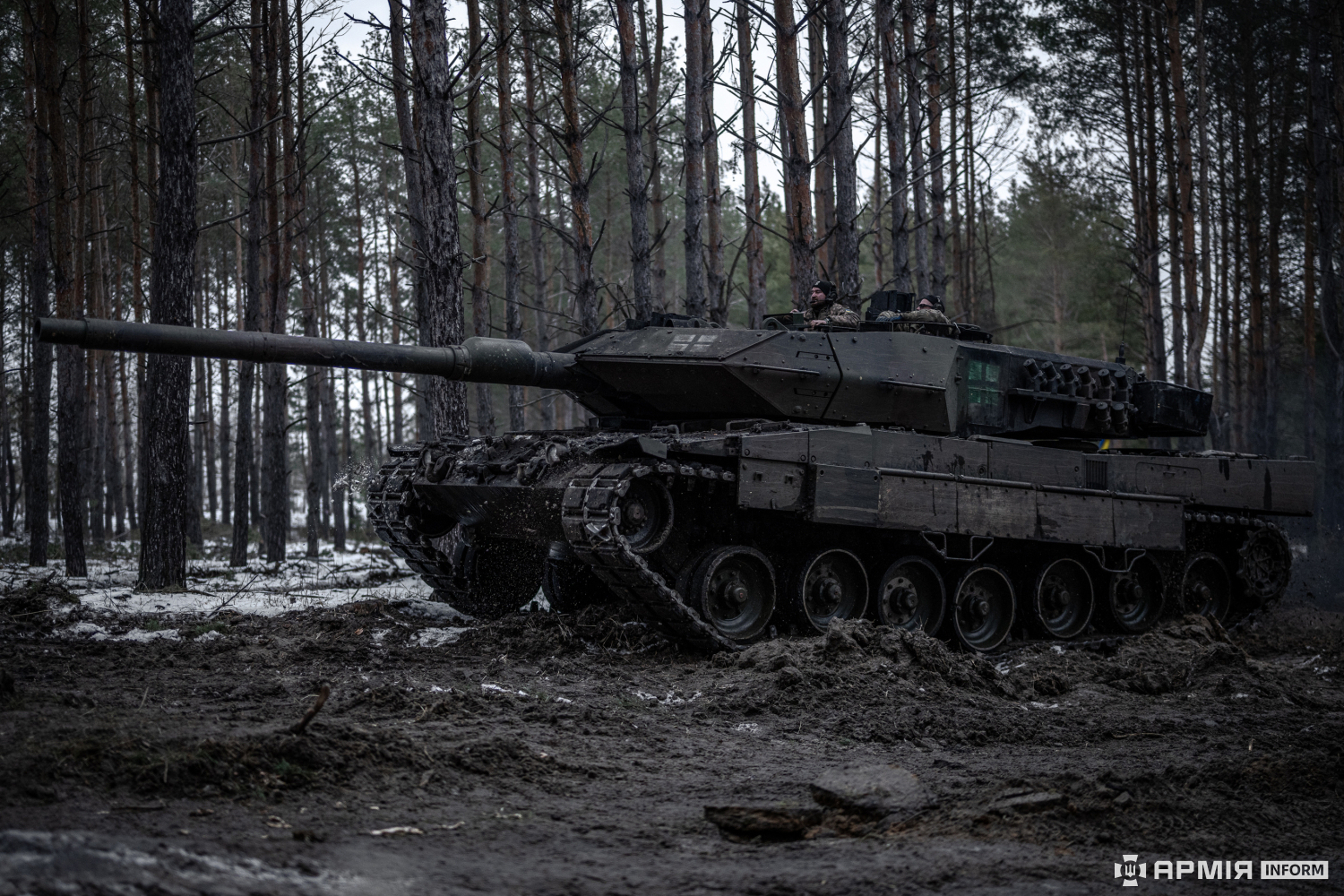
Leopard 2A6
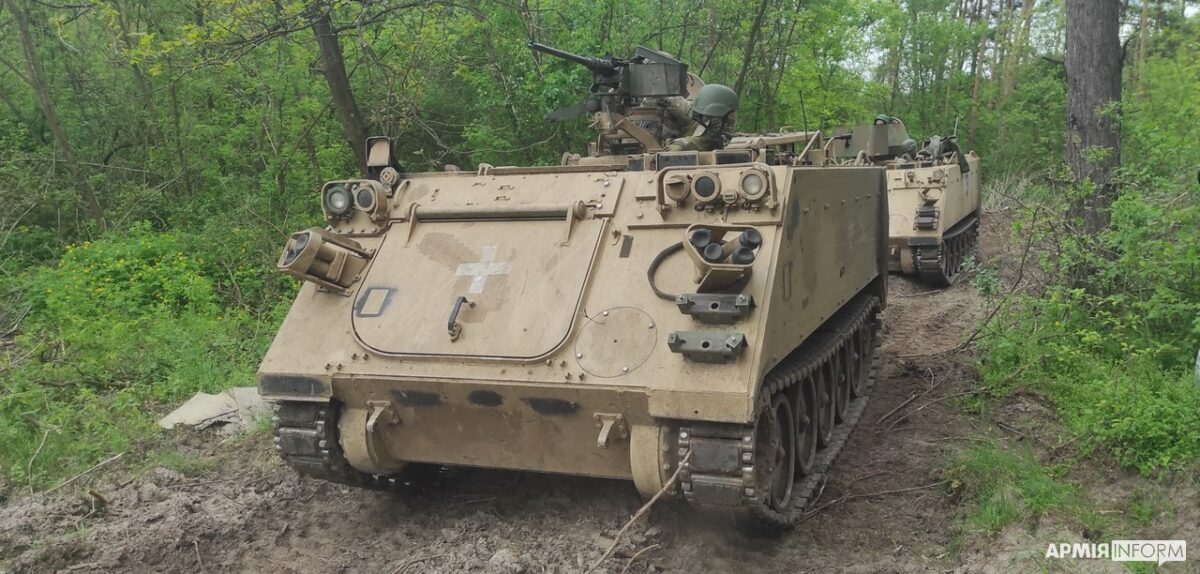
M113
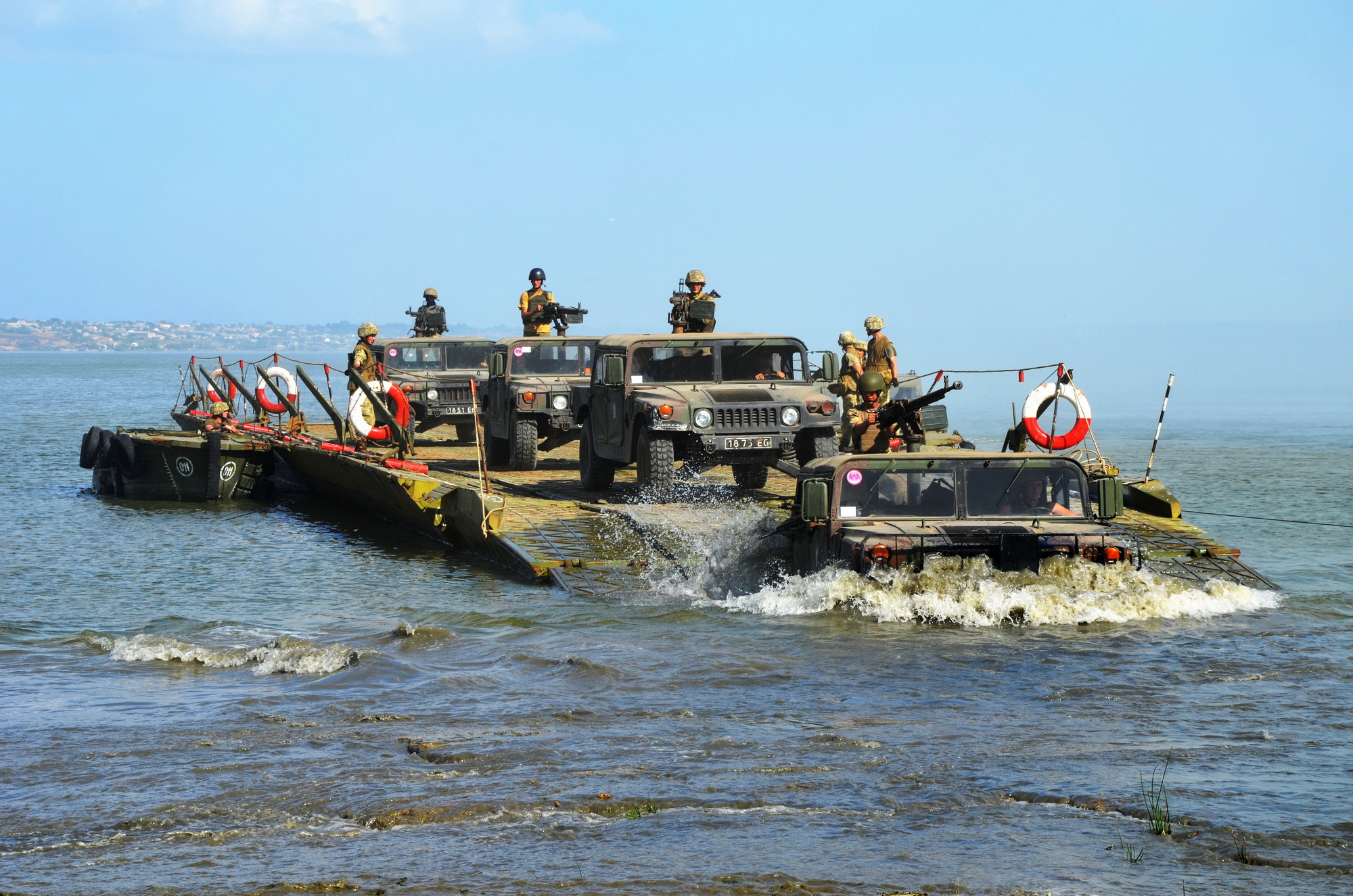
HMMWV
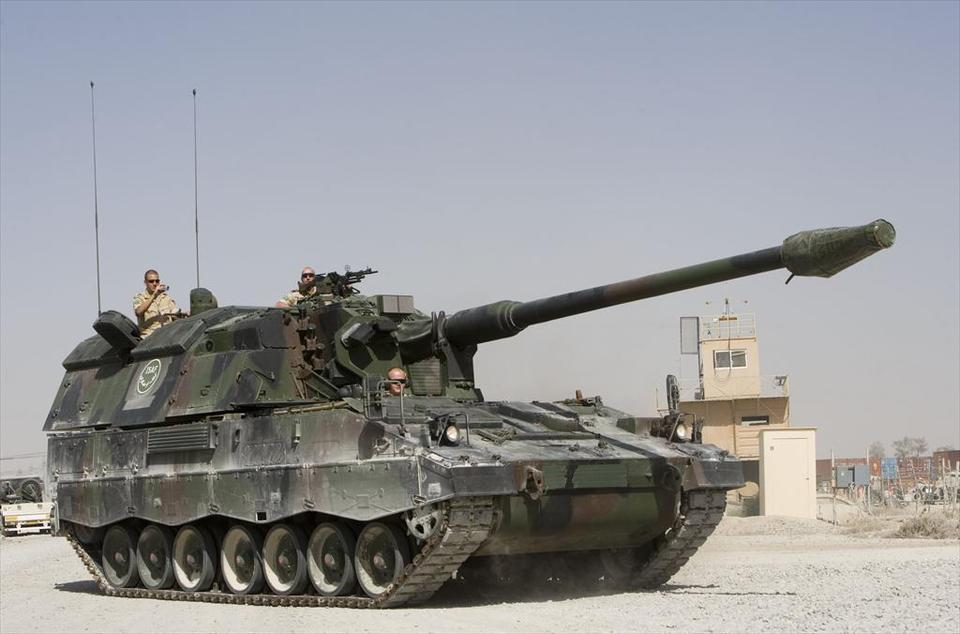
PzH 2000
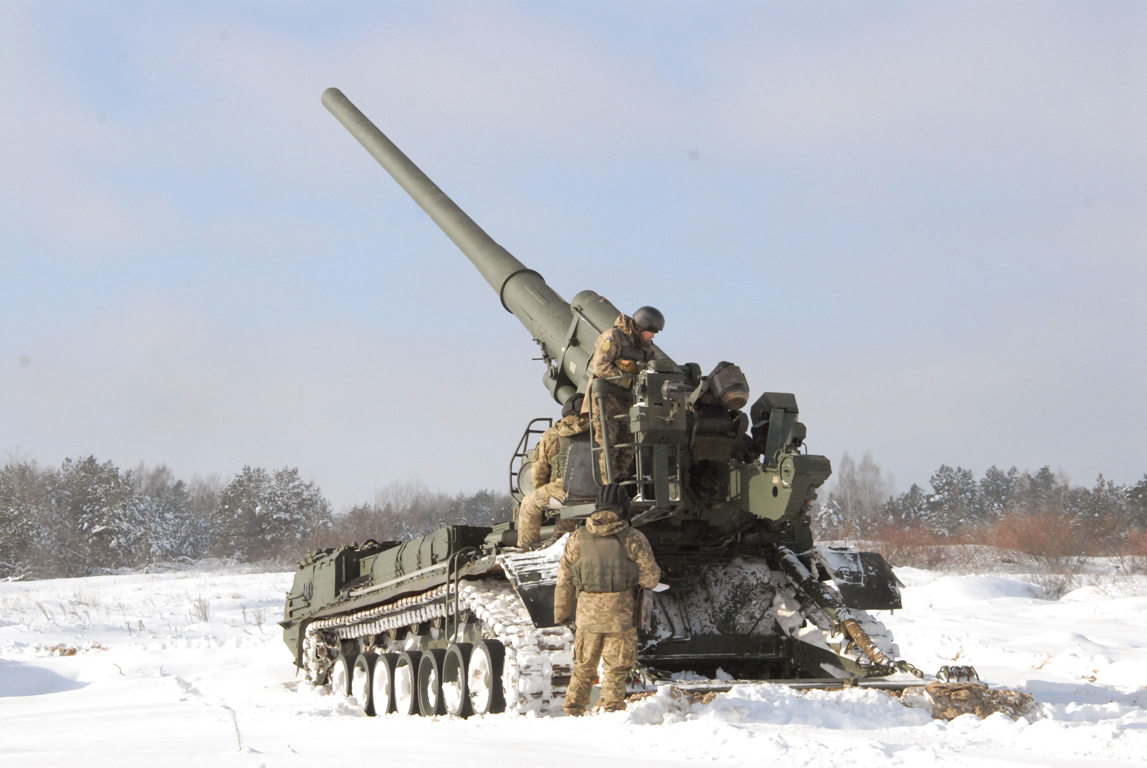
2С7
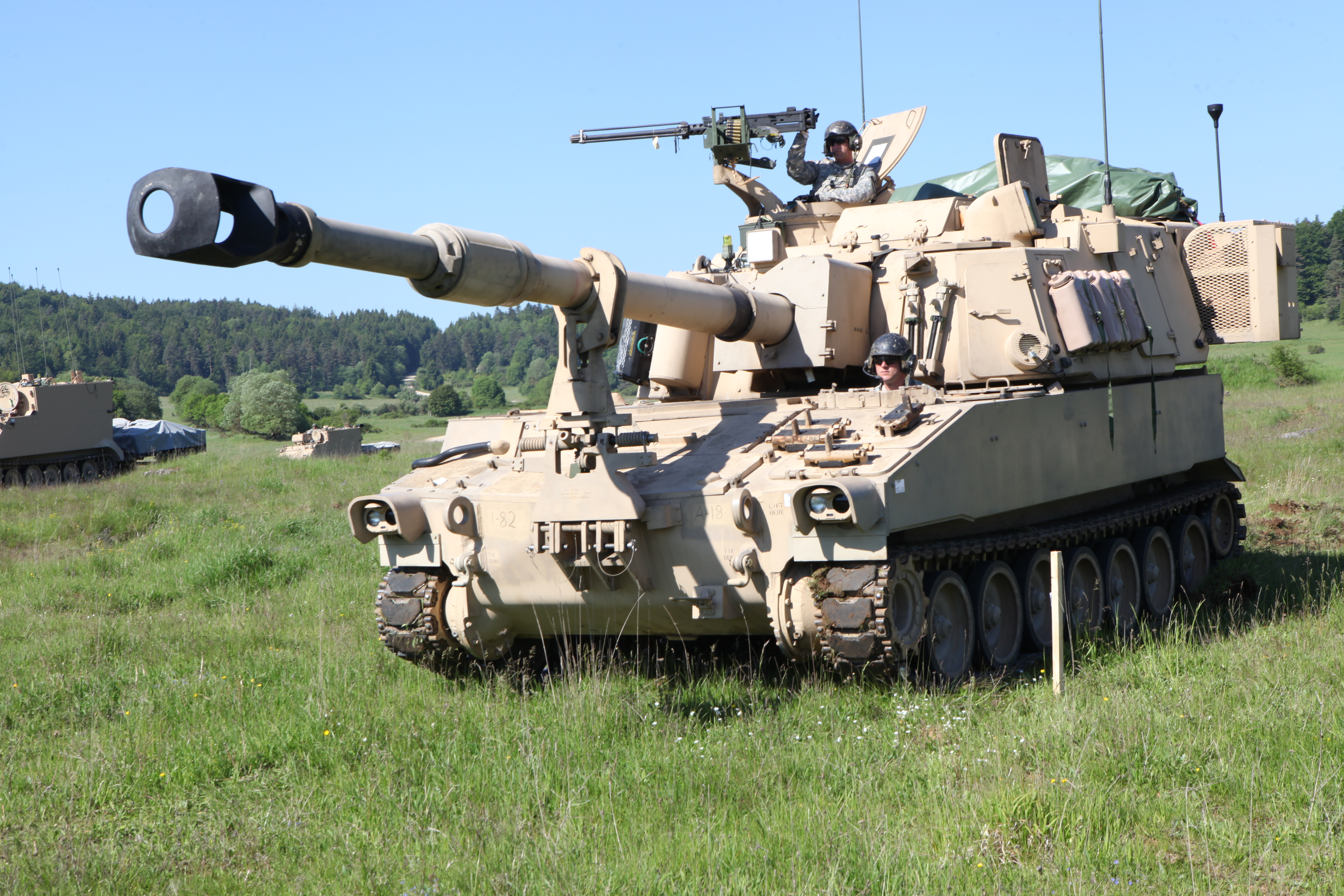
M109
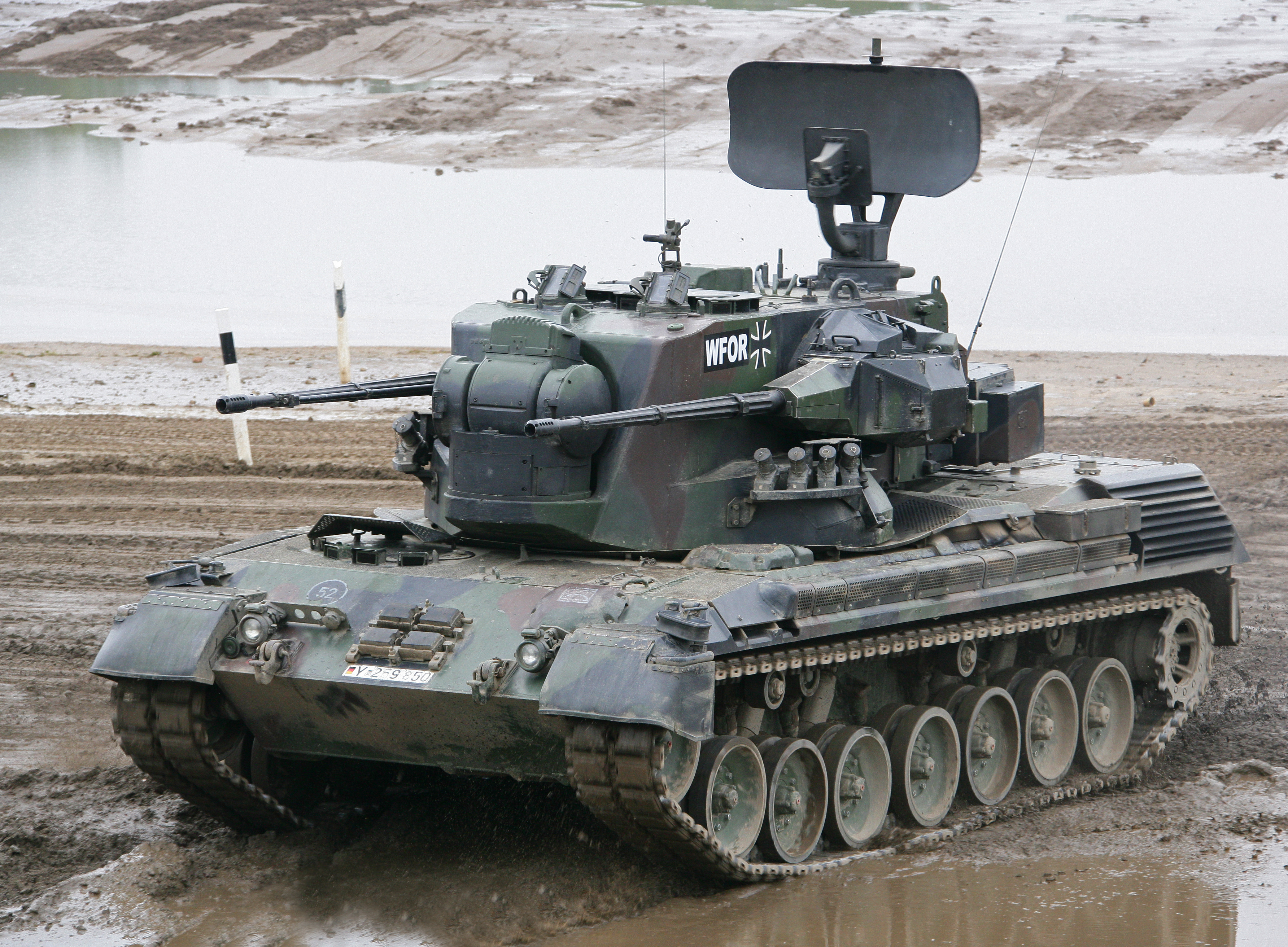
Gepard
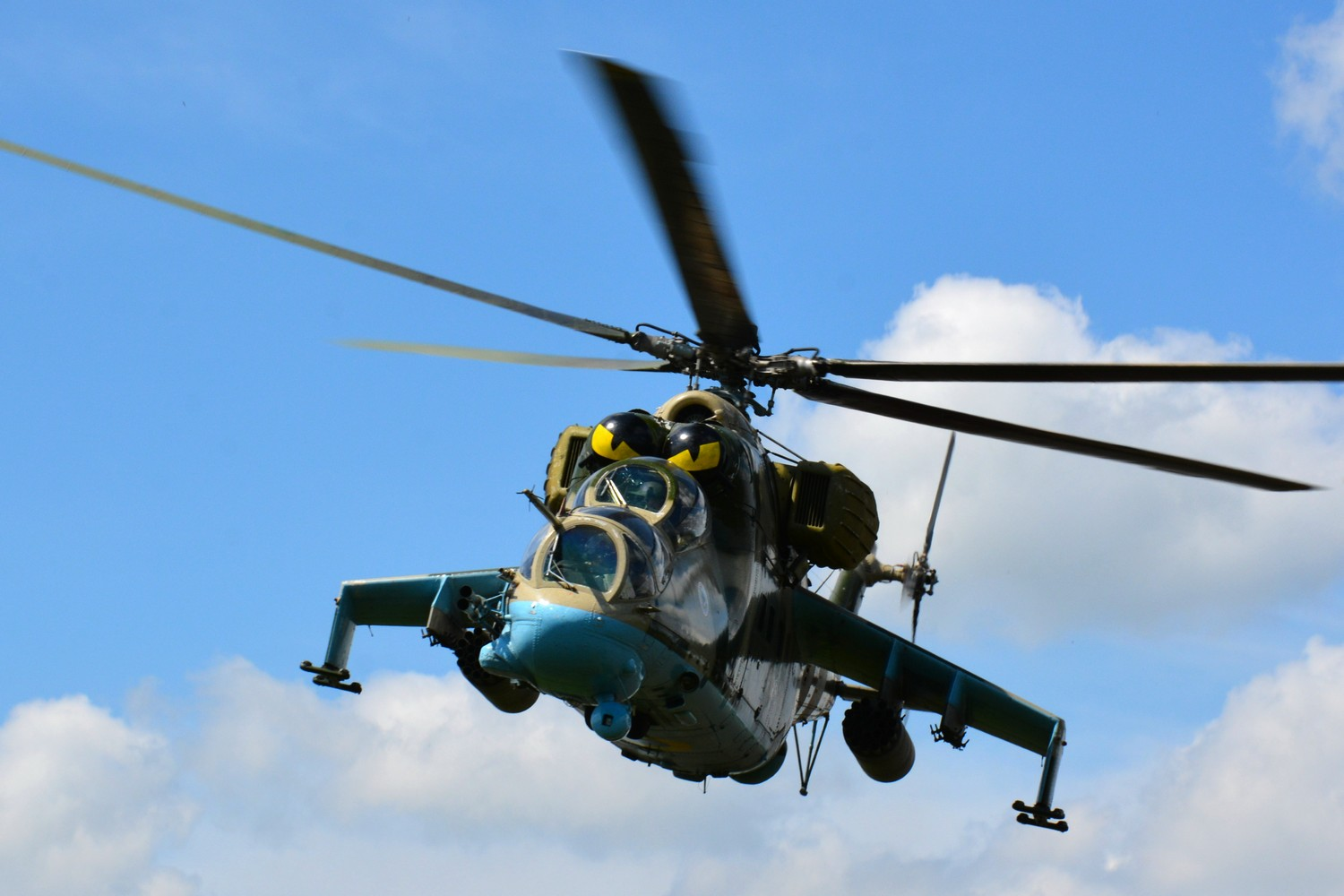
Ми-24

## Сокращение техники
В период с 1994 по 2013 год было продано не менее 4 ОТРК 9К72 «Эльбрус», 1379 танков, 863 боевых бронированных машин, 518 ПЗРК, 12 самоходных ЗРК, 41 РСЗО (включая 12 9К58 «Смерч») и 292 артиллерийских систем калибра 100-мм и более, ранее состоявших на вооружении Сухопутных войск Украины. По мнению экспертов ЦИАКР (Центра исследований армии, конверсии и разоружения) данные Стокгольмского международного института исследования мира (SIPRI) относительно объёмов экспорта Украиной основных видов вооружений занижены.
| Таблица: Экспорт б/у военной техники Украиной в 1994—2013 годах | Таблица: Экспорт б/у военной техники Украиной в 1994—2013 годах | Таблица: Экспорт б/у военной техники Украиной в 1994—2013 годах | Таблица: Экспорт б/у военной техники Украиной в 1994—2013 годах | Таблица: Экспорт б/у военной техники Украиной в 1994—2013 годах | Таблица: Экспорт б/у военной техники Украиной в 1994—2013 годах | Таблица: Экспорт б/у военной техники Украиной в 1994—2013 годах | Таблица: Экспорт б/у военной техники Украиной в 1994—2013 годах | Таблица: Экспорт б/у военной техники Украиной в 1994—2013 годах | Таблица: Экспорт б/у военной техники Украиной в 1994—2013 годах | Таблица: Экспорт б/у военной техники Украиной в 1994—2013 годах | Таблица: Экспорт б/у военной техники Украиной в 1994—2013 годах | Таблица: Экспорт б/у военной техники Украиной в 1994—2013 годах | Таблица: Экспорт б/у военной техники Украиной в 1994—2013 годах | Таблица: Экспорт б/у военной техники Украиной в 1994—2013 годах | Таблица: Экспорт б/у военной техники Украиной в 1994—2013 годах | Таблица: Экспорт б/у военной техники Украиной в 1994—2013 годах | Таблица: Экспорт б/у военной техники Украиной в 1994—2013 годах | Таблица: Экспорт б/у военной техники Украиной в 1994—2013 годах | Таблица: Экспорт б/у военной техники Украиной в 1994—2013 годах | Таблица: Экспорт б/у военной техники Украиной в 1994—2013 годах | Таблица: Экспорт б/у военной техники Украиной в 1994—2013 годах |
|                                                                 | 1994                                                            | 1995                                                            | 1996                                                            | 1997                                                            | 1998                                                            | 1999                                                            | 2000                                                            | 2001                                                            | 2002                                                            | 2003                                                            | 2004                                                            | 2005                                                            | 2006                                                            | 2007                                                            | 2008                                                            | 2009                                                            | 2010                                                            | 2011                                                            | 2012                                                            | 2013                                                            | Всего, шт                                                       |
| --------------------------------------------------------------- | --------------------------------------------------------------- | --------------------------------------------------------------- | --------------------------------------------------------------- | --------------------------------------------------------------- | --------------------------------------------------------------- | --------------------------------------------------------------- | --------------------------------------------------------------- | --------------------------------------------------------------- | --------------------------------------------------------------- | --------------------------------------------------------------- | --------------------------------------------------------------- | --------------------------------------------------------------- | --------------------------------------------------------------- | --------------------------------------------------------------- | --------------------------------------------------------------- | --------------------------------------------------------------- | --------------------------------------------------------------- | --------------------------------------------------------------- | --------------------------------------------------------------- | --------------------------------------------------------------- | --------------------------------------------------------------- |
| 9К72                                                            |                                                                 |                                                                 |                                                                 |                                                                 |                                                                 |                                                                 |                                                                 |                                                                 |                                                                 |                                                                 |                                                                 | 4                                                               |                                                                 |                                                                 |                                                                 |                                                                 |                                                                 |                                                                 |                                                                 |                                                                 | 4                                                               |
| Т-55                                                            | 150                                                             | 60                                                              |                                                                 |                                                                 | 62                                                              |                                                                 |                                                                 |                                                                 |                                                                 |                                                                 |                                                                 |                                                                 | 20                                                              |                                                                 |                                                                 |                                                                 | 85                                                              |                                                                 | 100                                                             |                                                                 | 477                                                             |
| Т-64                                                            |                                                                 |                                                                 |                                                                 |                                                                 |                                                                 |                                                                 |                                                                 |                                                                 |                                                                 |                                                                 |                                                                 |                                                                 |                                                                 |                                                                 |                                                                 |                                                                 |                                                                 |                                                                 |                                                                 | 0                                                               | 0                                                               |
| Т-72                                                            |                                                                 | 2                                                               |                                                                 |                                                                 | 67                                                              |                                                                 |                                                                 | 62                                                              | 14                                                              | 32                                                              | 45                                                              | 111                                                             |                                                                 | 77                                                              |                                                                 |                                                                 | 110                                                             | 72                                                              | 99                                                              | 49                                                              | 740                                                             |
| Т-80УД                                                          |                                                                 |                                                                 |                                                                 | 50                                                              |                                                                 |                                                                 |                                                                 |                                                                 |                                                                 |                                                                 |                                                                 |                                                                 |                                                                 |                                                                 |                                                                 |                                                                 |                                                                 |                                                                 |                                                                 |                                                                 | 50                                                              |
| БМП-1                                                           | 12                                                              |                                                                 |                                                                 |                                                                 |                                                                 |                                                                 |                                                                 |                                                                 |                                                                 |                                                                 |                                                                 | 2                                                               | 20                                                              | 110                                                             | 19                                                              | 42                                                              |                                                                 |                                                                 |                                                                 | 20                                                              | 225                                                             |
| БМП-2                                                           | 4                                                               | 6                                                               | 6                                                               |                                                                 | 66                                                              | 31                                                              |                                                                 | 11                                                              | 1                                                               | 100                                                             | 71                                                              |                                                                 |                                                                 |                                                                 |                                                                 |                                                                 |                                                                 |                                                                 |                                                                 |                                                                 | 296                                                             |
| БТР-50                                                          |                                                                 |                                                                 |                                                                 | 34                                                              |                                                                 |                                                                 |                                                                 |                                                                 |                                                                 |                                                                 |                                                                 |                                                                 |                                                                 |                                                                 |                                                                 |                                                                 |                                                                 |                                                                 |                                                                 |                                                                 | 34                                                              |
| БТР-60ПБ                                                        |                                                                 |                                                                 |                                                                 |                                                                 |                                                                 |                                                                 | 30                                                              |                                                                 |                                                                 |                                                                 |                                                                 |                                                                 |                                                                 |                                                                 |                                                                 |                                                                 |                                                                 |                                                                 | 50                                                              |                                                                 | 80                                                              |
| БТР-70                                                          |                                                                 |                                                                 |                                                                 |                                                                 |                                                                 |                                                                 |                                                                 |                                                                 | 20                                                              |                                                                 |                                                                 |                                                                 |                                                                 |                                                                 | 30                                                              |                                                                 |                                                                 |                                                                 | 9                                                               |                                                                 | 59                                                              |
| БТР-80                                                          |                                                                 |                                                                 |                                                                 |                                                                 |                                                                 |                                                                 |                                                                 | 56                                                              |                                                                 | 11                                                              | 23                                                              |                                                                 | 32                                                              | 18                                                              |                                                                 |                                                                 |                                                                 |                                                                 |                                                                 |                                                                 | 140                                                             |
| БРЭМ-1                                                          |                                                                 |                                                                 |                                                                 |                                                                 |                                                                 |                                                                 |                                                                 |                                                                 |                                                                 |                                                                 |                                                                 |                                                                 | 66                                                              |                                                                 |                                                                 |                                                                 |                                                                 |                                                                 |                                                                 |                                                                 | 66                                                              |
| БРДМ-2                                                          |                                                                 |                                                                 |                                                                 |                                                                 | 4                                                               |                                                                 |                                                                 |                                                                 |                                                                 |                                                                 |                                                                 |                                                                 | 13                                                              |                                                                 |                                                                 |                                                                 |                                                                 |                                                                 |                                                                 |                                                                 | 17                                                              |
| МТ-ЛБ                                                           |                                                                 |                                                                 |                                                                 |                                                                 |                                                                 |                                                                 | 6                                                               |                                                                 |                                                                 |                                                                 |                                                                 |                                                                 |                                                                 | 26                                                              |                                                                 |                                                                 |                                                                 |                                                                 |                                                                 |                                                                 | 32                                                              |
| 9М114                                                           |                                                                 |                                                                 |                                                                 |                                                                 |                                                                 | 40                                                              | 10                                                              |                                                                 |                                                                 |                                                                 |                                                                 |                                                                 |                                                                 |                                                                 |                                                                 |                                                                 |                                                                 |                                                                 |                                                                 |                                                                 | 50                                                              |
| 9М115                                                           |                                                                 |                                                                 |                                                                 |                                                                 |                                                                 | 5                                                               |                                                                 |                                                                 |                                                                 |                                                                 |                                                                 |                                                                 |                                                                 |                                                                 |                                                                 |                                                                 |                                                                 |                                                                 |                                                                 |                                                                 | 5                                                               |
| Стрела-2                                                        |                                                                 |                                                                 |                                                                 |                                                                 |                                                                 | 5                                                               |                                                                 |                                                                 |                                                                 |                                                                 |                                                                 |                                                                 |                                                                 |                                                                 |                                                                 |                                                                 |                                                                 |                                                                 |                                                                 |                                                                 | 5                                                               |
| Стрела-3                                                        |                                                                 |                                                                 |                                                                 |                                                                 |                                                                 | 10                                                              |                                                                 |                                                                 |                                                                 |                                                                 |                                                                 |                                                                 | 33                                                              |                                                                 | 18                                                              |                                                                 |                                                                 |                                                                 |                                                                 |                                                                 | 61                                                              |
| «Оса»                                                           |                                                                 |                                                                 |                                                                 |                                                                 |                                                                 |                                                                 |                                                                 | 2                                                               |                                                                 |                                                                 |                                                                 |                                                                 | 6                                                               |                                                                 |                                                                 |                                                                 |                                                                 |                                                                 |                                                                 |                                                                 | 8                                                               |
| 9М33                                                            |                                                                 |                                                                 |                                                                 |                                                                 |                                                                 |                                                                 |                                                                 | 50                                                              |                                                                 |                                                                 |                                                                 |                                                                 | 48                                                              |                                                                 |                                                                 |                                                                 |                                                                 |                                                                 |                                                                 |                                                                 | 98                                                              |
| Стрела-10                                                       |                                                                 |                                                                 |                                                                 |                                                                 |                                                                 |                                                                 |                                                                 | 4                                                               |                                                                 |                                                                 |                                                                 |                                                                 |                                                                 |                                                                 |                                                                 |                                                                 |                                                                 |                                                                 |                                                                 |                                                                 | 4                                                               |
| «Игла»                                                          |                                                                 |                                                                 |                                                                 |                                                                 |                                                                 |                                                                 |                                                                 |                                                                 |                                                                 | 29                                                              |                                                                 | 128                                                             | 295                                                             |                                                                 |                                                                 |                                                                 |                                                                 |                                                                 |                                                                 |                                                                 | 452                                                             |
| «Смерч»                                                         |                                                                 |                                                                 |                                                                 |                                                                 |                                                                 |                                                                 |                                                                 |                                                                 |                                                                 |                                                                 | 12                                                              |                                                                 |                                                                 |                                                                 |                                                                 |                                                                 |                                                                 |                                                                 |                                                                 |                                                                 | 12                                                              |
| «Град»                                                          |                                                                 |                                                                 |                                                                 |                                                                 |                                                                 |                                                                 |                                                                 | 6                                                               |                                                                 |                                                                 |                                                                 |                                                                 |                                                                 | 2                                                               | 7                                                               |                                                                 | 16                                                              | 30                                                              |                                                                 |                                                                 | 61                                                              |
| «Нона-C»                                                        |                                                                 |                                                                 |                                                                 |                                                                 |                                                                 |                                                                 | 3                                                               |                                                                 |                                                                 |                                                                 |                                                                 |                                                                 |                                                                 |                                                                 |                                                                 |                                                                 |                                                                 |                                                                 |                                                                 |                                                                 | 3                                                               |
| «Гвоздика»                                                      |                                                                 |                                                                 |                                                                 |                                                                 |                                                                 |                                                                 | 6                                                               |                                                                 |                                                                 |                                                                 |                                                                 |                                                                 |                                                                 |                                                                 | 18                                                              | 29                                                              | 19                                                              | 30                                                              | 11                                                              | 5                                                               | 118                                                             |
| «Акация»                                                        |                                                                 |                                                                 |                                                                 |                                                                 |                                                                 |                                                                 |                                                                 |                                                                 |                                                                 |                                                                 |                                                                 | 6                                                               | 6                                                               |                                                                 |                                                                 | 6                                                               | 22                                                              |                                                                 |                                                                 |                                                                 | 40                                                              |
| «Пион»                                                          |                                                                 |                                                                 |                                                                 |                                                                 |                                                                 |                                                                 |                                                                 |                                                                 |                                                                 |                                                                 |                                                                 |                                                                 |                                                                 | 5                                                               | 3                                                               |                                                                 |                                                                 |                                                                 |                                                                 |                                                                 | 8                                                               |
| Д-30                                                            |                                                                 |                                                                 |                                                                 |                                                                 |                                                                 |                                                                 |                                                                 |                                                                 |                                                                 |                                                                 |                                                                 |                                                                 |                                                                 | 55                                                              |                                                                 |                                                                 | 36                                                              |                                                                 |                                                                 | 5                                                               | 96                                                              |
| Т-12                                                            |                                                                 |                                                                 |                                                                 |                                                                 |                                                                 |                                                                 |                                                                 |                                                                 | 72                                                              |                                                                 |                                                                 |                                                                 |                                                                 |                                                                 |                                                                 |                                                                 |                                                                 |                                                                 |                                                                 |                                                                 | 72                                                              |
| «Гиацинт»                                                       |                                                                 |                                                                 |                                                                 |                                                                 |                                                                 |                                                                 |                                                                 |                                                                 |                                                                 |                                                                 |                                                                 |                                                                 |                                                                 |                                                                 |                                                                 |                                                                 |                                                                 |                                                                 | 6                                                               |                                                                 | 6                                                               |

Помимо продаж на экспорт, некоторое количество демилитаризованных БРДМ-2 и БТР-60 (со снятым вооружением) было продано на внутреннем рынке.
Летом 2013 года блок НАТО в рамках программы «Партнёрство во имя мира» обратился к правительству Украины с предложением утилизировать 2000 танков Т-64 — основных танков украинской армии.
В результате оккупации Крыма Российской Федерацией (февраль—март 2014 года) вооружение и военная техника воинских частей в Крыму попали под контроль России, которая, однако, приняла решение возвратить Украине часть бронетанковой и автомобильной техники советского производства — по предварительным данным, около 350 единиц. По состоянию на 9 апреля 2014 года Украине было возвращено более 350 единиц колёсной и гусеничной техники различного назначения, но после начала 13 апреля 2014 года вооружённого конфликта на востоке Украины процесс передачи техники был приостановлен.

## Знаки различия
Ниже приводится проект знаков различия, который был реализован в 2016 году и дополнен в 2019—2020 годах. Так, сперва не были введены звания «бригадный генерал» и «хорунжий» (вместо последнего осталось звание «младший лейтенант»). Погон, предусмотренный представленным здесь проектом для бригадного генерала (с зубчатым орнаментом и одной звездой), в 2016—2020 годах был установлен для генерал-майора (соответственно, на одну единицу от проекта уменьшилось число звёзд на погонах генерал-лейтенанта и генерал-полковника). Однако в октябре 2019 года Верховная Рада ликвидировала звания «прапорщик» и «старший прапорщик». Вместо них были введены новые звания сержантского состава, представлены ниже. В июне 2020 года Верховная Рада ликвидировала звания «генерал армии Украины» и «генерал-полковник». Они были объединены в одно высшее воинское звание «генерал». Это звание имеет четыре звёздочки в погонах. Звание «хорунжий» так и не было введено.

### Генералы и офицеры
| Код НАТО          | OF-10           | OF-9    | OF-8              | OF-7          | OF-6              | OF-5      | OF-4         | OF-3  | OF-2    | OF-1              | OF-1      | OF(D)             |  |
| ----------------- | --------------- | ------- | ----------------- | ------------- | ----------------- | --------- | ------------ | ----- | ------- | ----------------- | --------- | ----------------- |  |
| Погон             | Нет эквивалента |         |                   |               |                   |           |              |       |         |                   |           |                   |  |
| Полевой погон     | Нет эквивалента |         |                   |               |                   |           |              |       |         |                   |           |                   |  |
| Украинское звание |                 | генерал | генерал-лейтенант | генерал-майор | бригадный генерал | полковник | подполковник | майор | капитан | старший лейтенант | лейтенант | младший лейтенант |  |

### Сержанты и рядовые
| Код НАТО          | OR-9                   | OR-9                   | OR-8           | OR-7         | OR-6            | OR-5            | OR-4    | OR-3            | OR-2           | OR-1   |
| ----------------- | ---------------------- | ---------------------- | -------------- | ------------ | --------------- | --------------- | ------- | --------------- | -------------- | ------ |
| Погон             |                        |                        |                |              |                 |                 |         |                 |                |        |
| Полевой погон     |                        |                        |                |              |                 |                 |         |                 |                |        |
| Украинское звание | Главный мастер-сержант | Старший мастер-сержант | Мастер-сержант | Штаб-сержант | Главный сержант | Старший сержант | Сержант | Младший сержант | Старший солдат | Солдат |

## Командующие

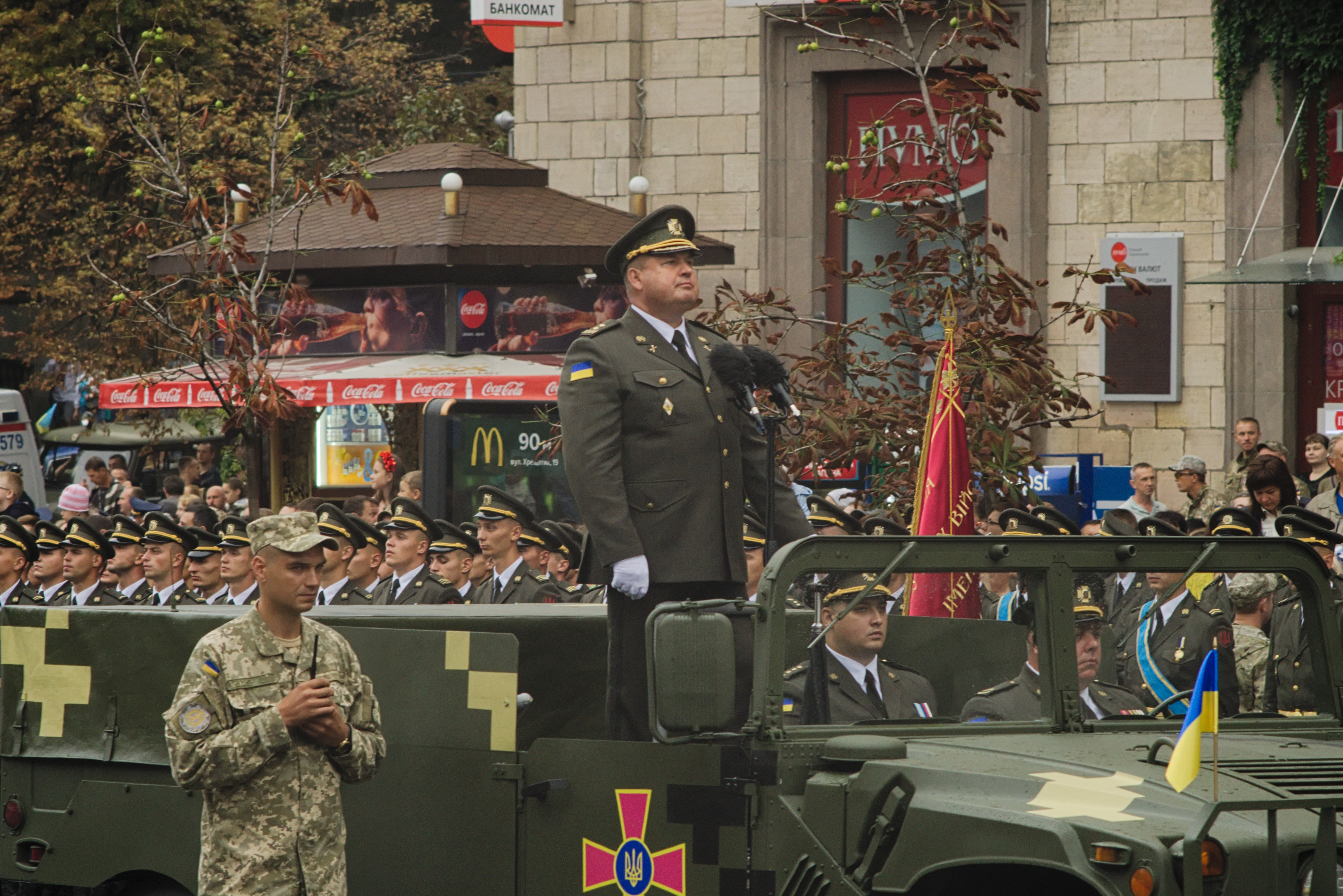
Сергей Попко на параде по случаю дня Независимости Украины, 24 августа 2016 года, Крещатик (центр Киева)

- 1994—1998 генерал-полковник Василий Собков
- 1998—2001 генерал-полковник Пётр Шуляк
- 2001—2002 генерал-полковник Александр Затынайко
- 2004—2006 генерал-полковник Николай Петрук
- 2006—2007 генерал-лейтенант Валерий Фролов
- 2007—2009 генерал-лейтенант Иван Свида
- 2009—2014 генерал-полковник Геннадий Воробьёв
- 2014—2016 генерал-лейтенант Анатолий Пушняков
- 2016—2019 генерал-полковник Сергей Попко
- 2019—2024 генерал-полковник Александр Сырский
- 2024 генерал-лейтенант Александр Павлюк
- 2024—2025 генерал-майор Михаил Драпатый
- 2025 — н. в. бригадный генерал Геннадий Шаповалов[45]

### Начальник штаба — первый заместитель
- 2016—2019 генерал-лейтенант Руслан Хомчак[46]

## Галерея

Штандарт командующего Сухопутными войсками Украины
Кокарда военнослужащего Сухопутных войск Украины
Нарукавный знак Сухопутных войск Украины
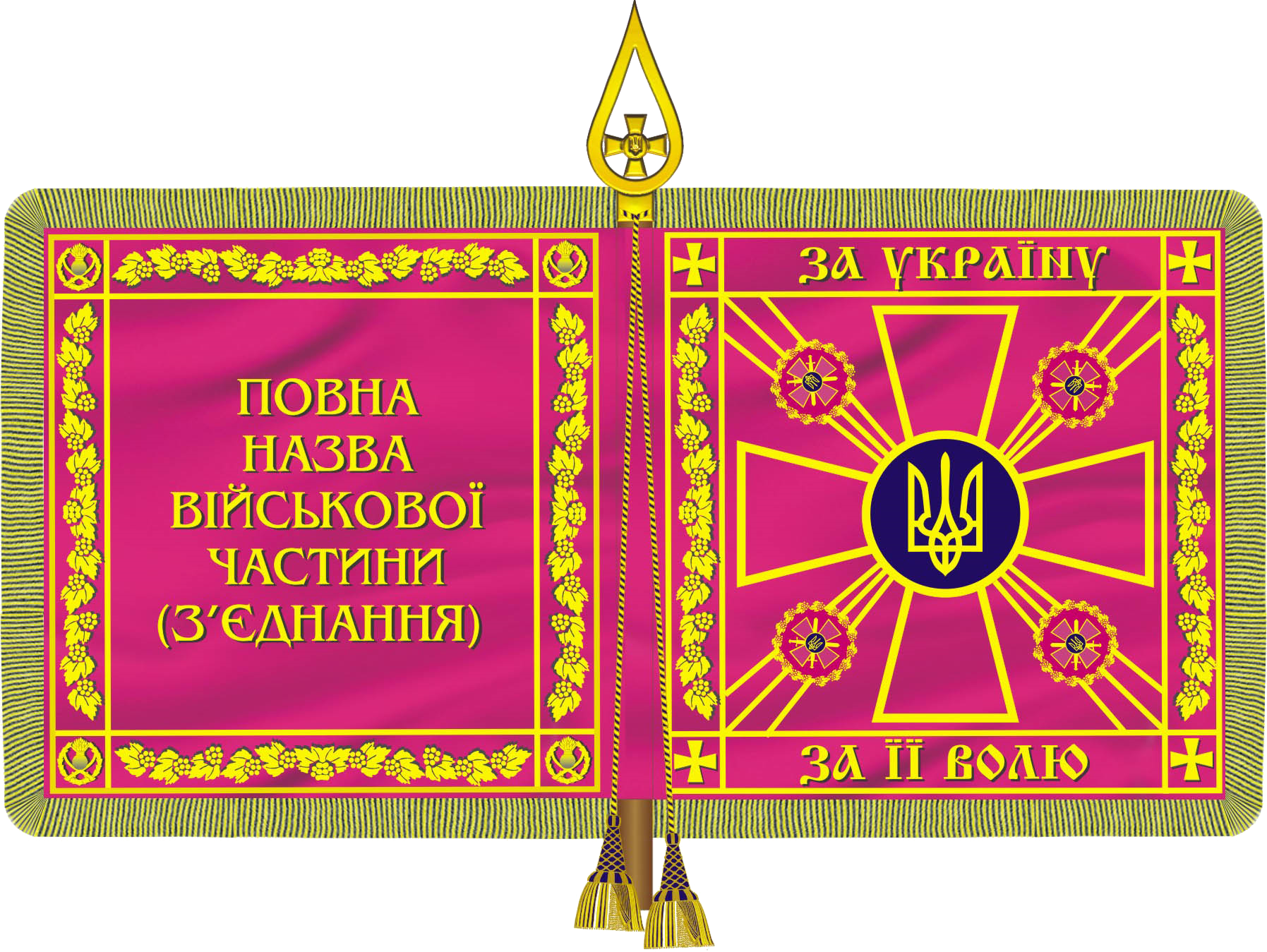
Боевое знамя подразделений украинской армии

## Интересные факты

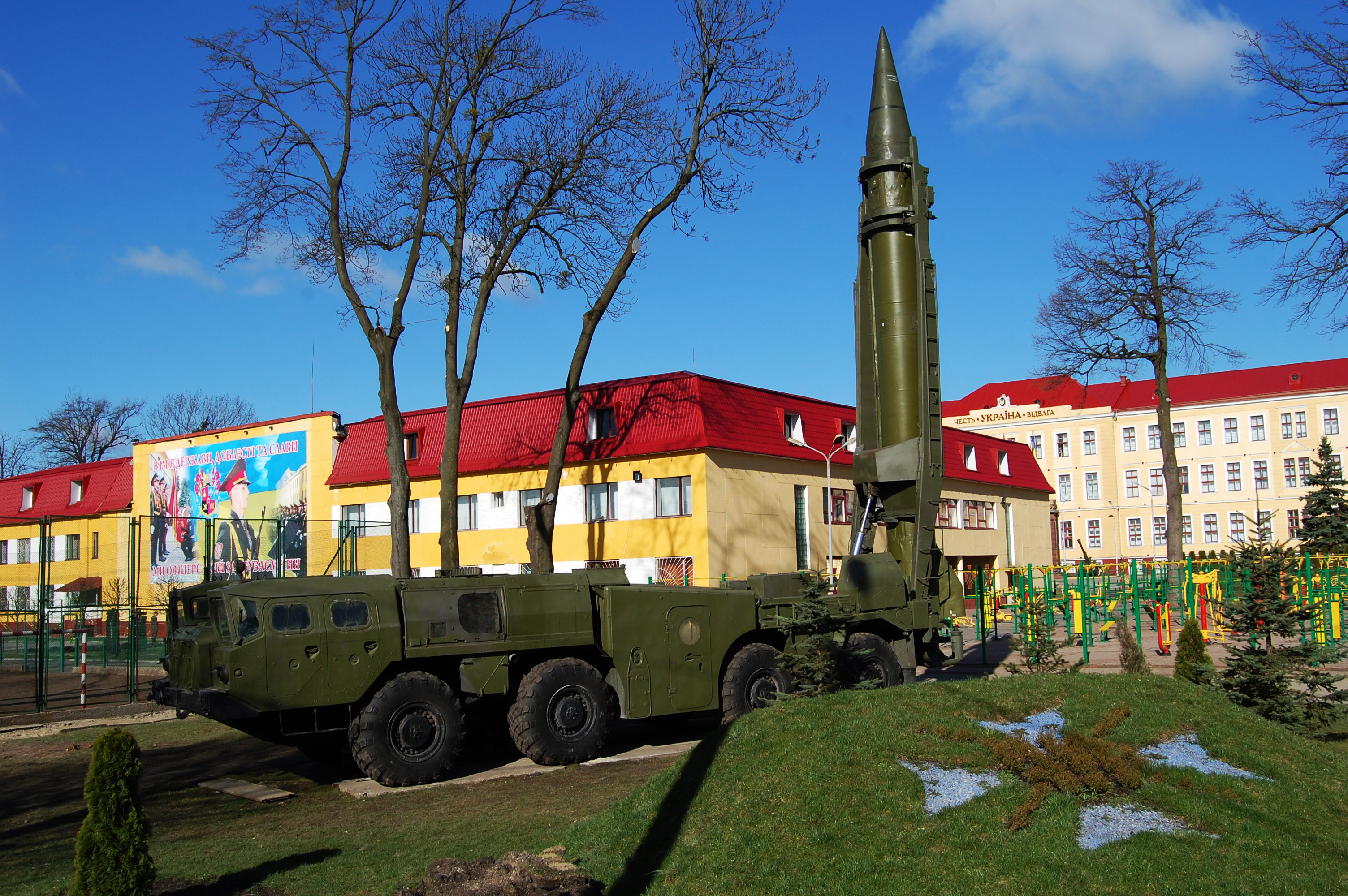
9К72 «Эльбрус» во Львове

- Оперативно-тактические ракетные комплексы в качестве музейного экспоната на территории Украины, можно увидеть на смотровой площадке Львовской Академии сухопутных войск имени гетмана Петра Сагайдачного (9К72 «Эльбрус») и в Волынском региональном музее украинского войска и военной техники (9К72 «Эльбрус» и 9К52 «Луна-М»).
- В 2008 году, при правлении В. Ющенко, РФ отказалась от использования двух РЛС «Днепр» системы предупреждения о ракетном нападении (СПРН), расположенных возле Севастополя и Мукачево[47]. Отказ был вызван опасением российской стороны, что американские военные могут получить контроль над информацией, которая передаётся с украинских РЛС на центральный командный пункт СПРН России в Солнечногорске, подчинённый Космическим войскам РФ. В отличие от арендуемых РФ и обслуживаемых российскими военнослужащими РЛС СПРН, расположенных в Азербайджане, Белоруссии и Казахстане, украинские РЛС с 1992 года находились в собственности Украины и обслуживались украинскими военными. Также Киев настаивал на более чем двукратном увеличении платы, которая по соглашению от 1992 года сроком на 15 лет, составляла 1,5 млн долларов в год. Воинские части обслуживания станций расформированы. Мукачевская РЛС была передана в Государственное космическое агентство Украины (текущее название ЗЦРН — западный центр радиотехнического наблюдения[48]), находится в рабочем состоянии.